# Áo
Áo, quốc hiệu là Cộng hòa Áo, là một quốc gia không giáp biển nằm tại Trung Âu. Quốc gia này tiếp giáp với Cộng hòa Séc và Đức về phía bắc, Hungary và Slovakia về phía đông, Slovenia và Ý về phía nam, và Thụy Sĩ và Liechtenstein về phía tây. Lãnh thổ của Áo có diện tích 83.879 km2 (32.386 dặm vuông Anh). Địa hình Áo có rất nhiều núi, nằm trong dãy Anpơ; chỉ 32% của quốc gia nằm dưới 500 m (1.640 ft), và điểm cao nhất là 3.798 m (12.461 ft). Áo bao gồm chín tiểu bang liên bang (Bundesländer), một trong số đó là Viên, thủ đô và thành phố lớn nhất của Áo. Phần lớn dân số nói phương ngữ Bayern của tiếng Đức làm tiếng bản địa, và tiếng Đức trong dạng tiêu chuẩn là ngôn ngữ chính thức của quốc gia này, người Đức cũng là dân tộc bản địa tại đây. Các ngôn ngữ chính thức khác là tiếng Hungaria, tiếng Burgenland Croatia và tiếng Slovene.
Áo ban đầu nổi lên như một phiên hầu quốc vào khoảng năm 976 và phát triển thành một công quốc và đại công quốc. Vào Thế kỷ 16, Áo bắt đầu đóng vai trò là trung tâm của Quân chủ Habsburg và là chi nhánh cơ sở của nhà Habsburg - một trong những triều đại hoàng gia có ảnh hưởng nhất trong lịch sử. Là một thành phố cổ, nó là một thành phần chính và là trung tâm hành chính của Đế chế La Mã Thần thánh. Đầu Thế kỷ 19, Áo thành lập Đế quốc Áo, trở thành một cường quốc và là lực lượng hàng đầu của Liên bang Đức, nhưng theo đuổi lộ trình riêng độc lập với các quốc gia Đức khác sau thất bại trong Chiến tranh Áo-Phổ năm 1866. Năm 1867, theo thỏa hiệp với Hungary, Chế độ quân chủ kép Áo-Hungary được thành lập.
Áo tham gia vào Chiến tranh thế giới thứ nhất dưới thời Hoàng đế Franz Joseph sau vụ ám sát Thái tử, người kế vị ngai vàng Đế quốc Áo-Hung. Sau thất bại và sự tan rã của Chế độ quân chủ, Cộng hòa Áo-Đức được tuyên bố với ý định liên minh với Cộng hòa Weimar, nhưng các cường quốc Đồng minh không ủng hộ nhà nước mới này và nó vẫn không được công nhận. Năm 1919, Cộng hòa Áo thứ nhất trở thành nước kế thừa hợp pháp của Áo. Năm 1938, Adolf Hitler gốc Áo, người trở thành Thủ tướng của Đức Quốc Xã, đã thực hiện được việc sáp nhập Áo nhờ sự kiện Anschluss. Sau thất bại của Đức Quốc xã vào năm 1945 và một thời gian dài bị Đồng minh chiếm đóng, Áo được tái lập thành một quốc gia dân chủ có chủ quyền và tự quản, được gọi là nền Cộng hòa thứ hai.
Áo là một nền dân chủ đại nghị với Tổng thống Liên bang được bầu trực tiếp làm nguyên thủ quốc gia và Thủ tướng là người đứng đầu chính phủ liên bang. Các khu vực đô thị lớn của Áo bao gồm Viên, Graz, Linz, Salzburg và Innsbruck. Áo liên tục được xếp hạng trong top 20 quốc gia giàu nhất thế giới tính theo GDP bình quân đầu người. Đất nước này đã đạt được mức sống cao và năm 2018 được xếp hạng thứ 20 trên thế giới về Chỉ số Phát triển Con người. Viên liên tục đứng trong top thành phố quốc tế về các chỉ số chất lượng cuộc sống.
Nền Cộng hòa thứ hai tuyên bố trung lập vĩnh viễn trong các vấn đề chính trị đối ngoại vào năm 1955. Áo là thành viên của Liên Hợp Quốc từ năm 1955 và gia nhập Liên minh châu Âu năm 1995. Nó đóng vai trò chủ nhà của OSCE và OPEC và là thành viên sáng lập của OECD và Interpol. Áo cũng đã ký Hiệp định Schengen vào năm 1995, và thông qua đồng tiền chung euro vào năm 1999.

## Tên gọi
Tên gọi của nước Áo trong tiếng Việt bắt nguồn từ tiếng Trung. Tên tiếng Anh của Áo là Austria. Bằng tiếng Trung, Austria phiên âm thành "Ào dì lì" (theo pinyin), chữ Hán viết là "奧地利" (Áo Địa Lợi). Tên gọi "Áo" trong tiếng Việt là gọi tắt của "Áo Địa Lợi". Tên tiếng Đức của Áo là Österreich, có nghĩa là "Đông Quốc" (Öster - East - "Đông", reich - Realm - "Quốc").
Tên tiếng Anh của nước Áo (Austria) dễ gây nhầm lẫn với quốc hiệu của nước Úc (Australia). Do vậy ở Áo có một câu khá phổ biến mà người dân hay nói với du khách là "No kangaroos in Austria" (Không có chuột túi ở Áo).

## Lịch sử
Vùng đất Trung Âu ngày nay là Áo được định cư vào thời tiền La Mã bởi nhiều bộ lạc người Celt. Vương quốc Noricum của người Celt sau đó đã bị Đế chế La Mã tuyên bố chủ quyền và lập thành một tỉnh. Petronell-Carnuntum ngày nay ở miền đông Áo là một doanh trại quan trọng đã biến thành phố thủ phủ ở nơi được biết là tỉnh Thượng Pannonia. Carnuntum là nhà của 50.000 người trong gần 400 năm.

### Thời kỳ Trung Cổ
Sau khi Đế chế La Mã sụp đổ, khu vực này đã bị người Bavaria, Slav và Avar xâm chiếm. Charlemagne, vua của người Frank, đã chinh phục khu vực này vào năm 788, khuyến khích thực dân hóa và truyền bá Kitô giáo. Là một phần của Đông Francia, các khu vực cốt lõi hiện bao gồm Áo đã được truyền lại cho nhà Babenberg. Khu vực này được gọi là marchia Orientalis và được trao cho Leopold của Babenberg vào năm 976.

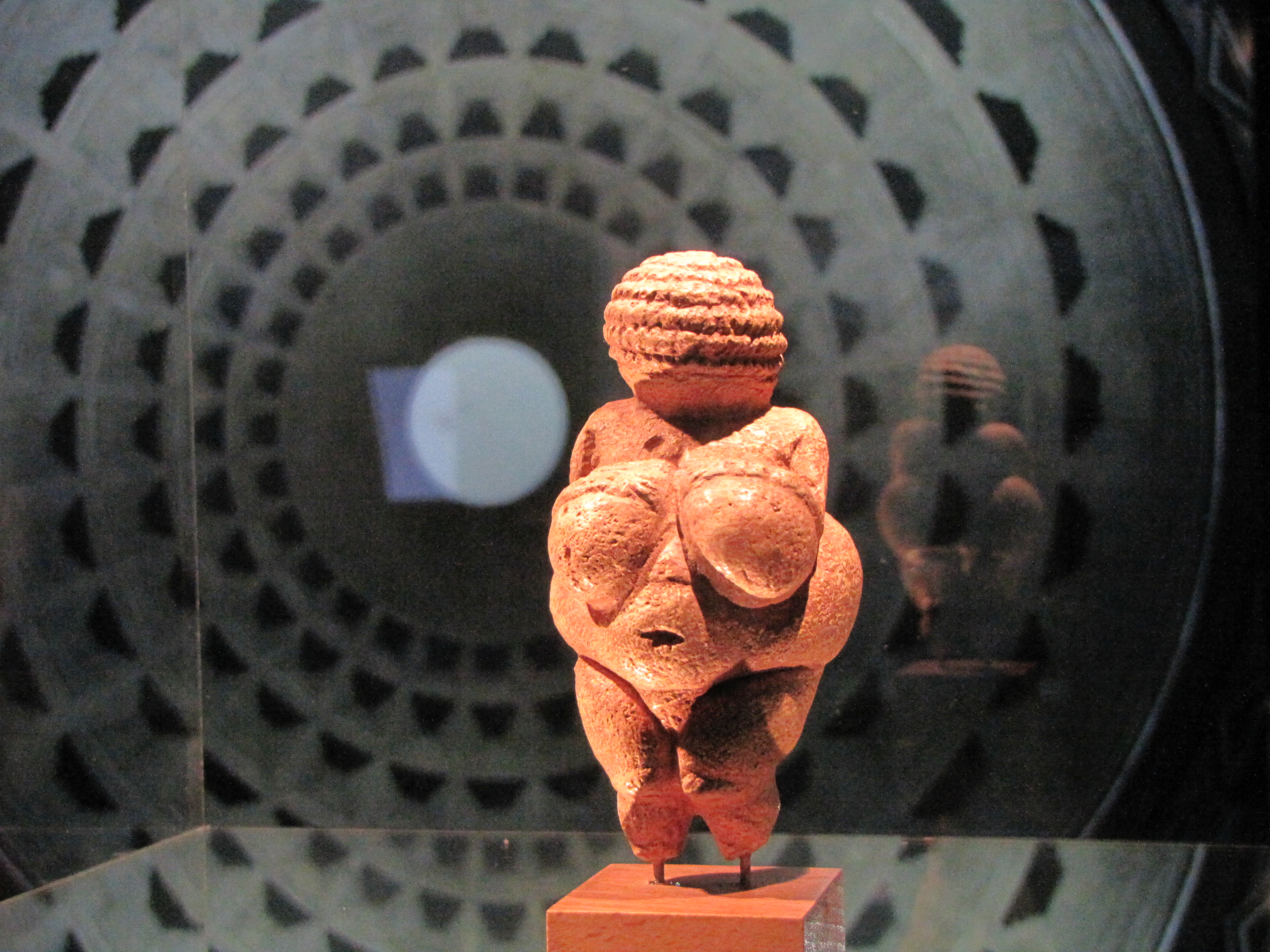
Thần vệ nữ của Willendorf, 28.000 đến 25.000 trước Công nguyên. Bảo tàng Lịch sử Tự nhiên Viên

Ghi chép đầu tiên về tên Áo là từ năm 996, khi đó, nó được viết là Ostarrîchi, đề cập đến lãnh thổ của Babenberg. Năm 1156, Privilegium Minus nâng Áo lên vị thế một lãnh địa của công tước. Vào năm 1192, người Babenberg cũng đã giành được lãnh địa xứ Styria. Với cái chết của Frederick II vào năm 1246, dòng dõi Babenberg đã bị dập tắt.
Kết quả là, Ottokar II của Bohemia đã nắm quyền kiểm soát hiệu quả các lãnh địa công tước của Áo như Styria và Carinthia. Triều đại của ông đã chấm dứt sau thất bại tại Dürnkrut dưới tay của Rudolph I của Đức vào năm 1278. Sau đó, cho đến Thế chiến thứ nhất, lịch sử của Áo phần lớn là lịch sử của triều đại cầm quyền, nhà Habsburgs.
Vào Thế kỷ 14 và Thế kỷ 15, nhà Habsburg bắt đầu thu thập các tỉnh trong vùng lân cận của lãnh địa công tước Áo. Năm 1438, Công tước Albert V của Áo được chọn làm người kế vị cha vợ của mình, Hoàng đế Sigismund. Mặc dù bản thân Albert chỉ trị vì trong một năm nhưng từ đó, mọi hoàng đế của Đế chế La Mã thần thánh đều là người nhà Habsburg (chỉ có một ngoại lệ).
Nhà Habsburg cũng bắt đầu tích lũy lãnh thổ cách xa các vùng đất cha truyền con nối. Năm 1477, hoàng tử nước Áo Maximilian, con trai duy nhất của Hoàng đế Frederick III kết hôn với người thừa kế Maria xứ Burgundy, do đó có quyền sở hữu hầu hết Hà Lan. Năm 1496, con trai Philipp Đẹp trai kết hôn với Juana I của Castilla, người thừa kế của Castilla và Aragón, do đó nhà Habsburg cũng sở hữu Tây Ban Nha và các phần của Ý, Châu Phi và Tân Thế giới của nó.
Năm 1526, sau trận Mohács, Bohemia và một phần của Hungary không bị Ottoman chiếm đóng đã nằm dưới sự cai trị của Áo. Sự bành trướng của Ottoman vào Hungary đã dẫn đến xung đột thường xuyên giữa hai đế chế, đặc biệt rõ ràng trong Chiến tranh dài từ 1593 đến 1606. Người Thổ Nhĩ Kỳ đã xâm nhập vào Styria gần 20 lần, trong đó một số người được trích dẫn là "đốt, cướp và lấy hàng ngàn nô lệ ". Vào cuối tháng 9 năm 1529, Suleiman the Magnificent đã phát động Cuộc vây hãm Viên lần thứ nhất, kết thúc không thành công, theo các nhà sử học Ottoman, với những trận tuyết rơi của một mùa đông đầu năm.

### Thế kỷ 17 và 18

Trận Viên năm 1683 đã phá vỡ bước tiến của Đế chế Ottoman vào châu Âu.

Trong triều đại dài của Leopold I (1657-1705) và sau khi phòng thủ thành Viên thành công chống lại người Thổ Nhĩ Kỳ năm 1683 (dưới sự chỉ huy của Quốc vương Ba Lan John III Sobieski), một loạt các chiến dịch mang lại kết quả là hầu hết Hungary chuyển sang do Áo kiểm soát với Hiệp ước Karlowitz năm 1699.
Hoàng đế Charles VI đã từ bỏ nhiều lợi ích mà đế chế đã đạt được trong những năm trước, phần lớn là do sự e ngại của ông trước sự tuyệt tôn sắp xảy ra của Nhà Habsburg. Charles sẵn sàng đưa ra những lợi thế cụ thể trong lãnh thổ và quyền hạn để đổi lấy sự công nhận Sắc lệnh thực dụng để đưa con gái Maria Theresa trở thành người thừa kế. Với sự trỗi dậy của nước Phổ, thuyết nhị nguyên Áo Phổ bắt đầu ở Đức. Áo đã tham gia cùng với Phổ và Nga trong phân chia Ba Lan lần đầu tiên và thứ ba (vào năm 1772 và 1795).

### Thế kỷ 19

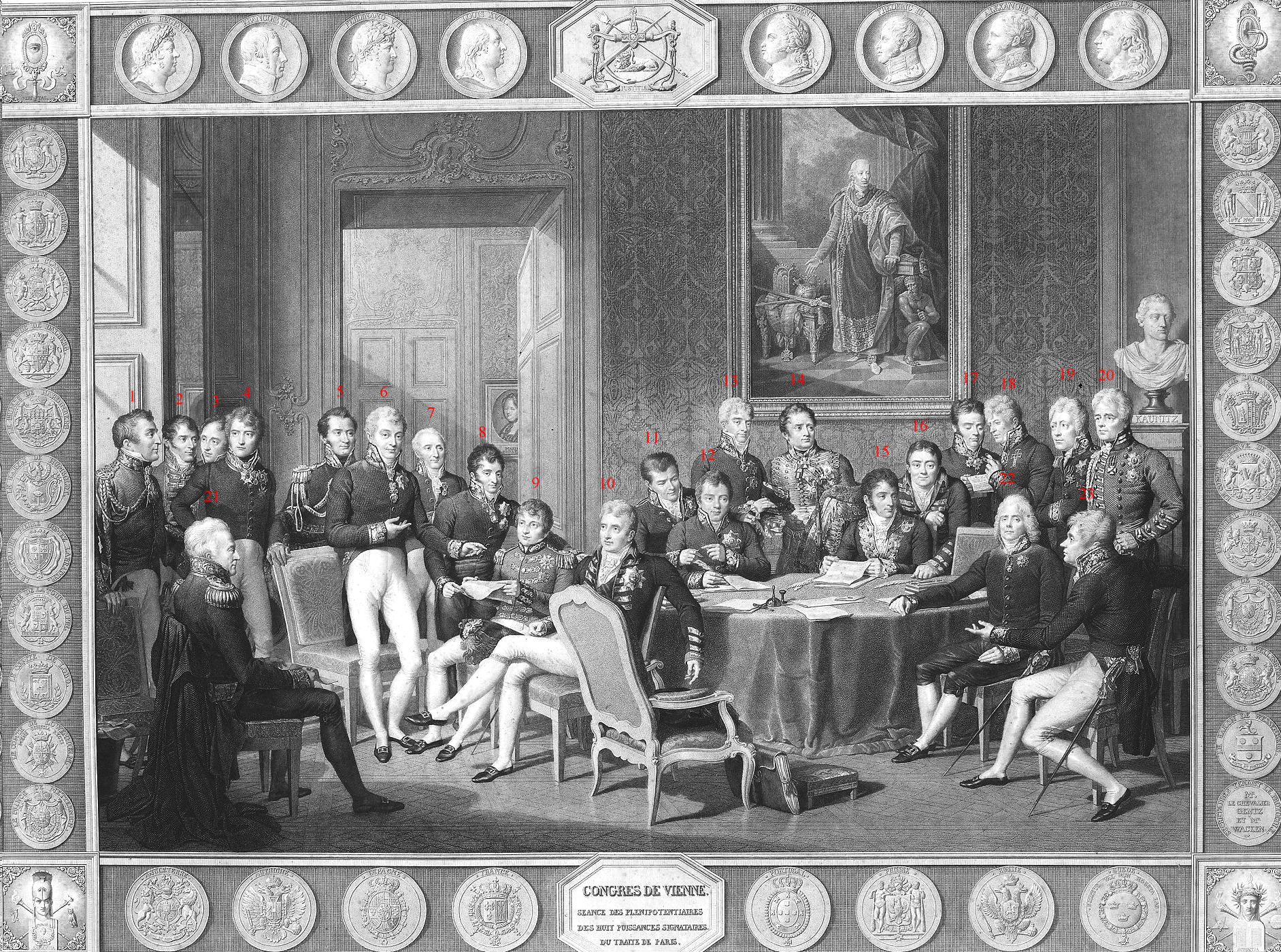
Đại hội Viên đã gặp vào năm 1814-1815. Mục tiêu của Đại hội là giải quyết nhiều vấn đề phát sinh từ Chiến tranh cách mạng Pháp, Chiến tranh Napoléon và giải thể Đế chế La Mã thần thánh.

Áo sau đó đã tham gia vào một cuộc chiến tranh với nước Pháp cách mạng, lúc đầu rất không thành công với những thất bại liên tiếp dưới tay Napoleon, dẫn đến sự kết thúc của Đế quốc La Mã Thần thánh cũ vào năm 1806. Hai năm trước, Đế quốc Áo được thành lập. Từ năm 1792 đến năm 1801, người Áo đã phải chịu 754.700 thương vong. Năm 1814, Áo là một phần của lực lượng Đồng minh đã xâm chiếm Pháp và chấm dứt Chiến tranh Napoléon.
Đế quốc Áo nổi lên từ Đại hội Viên năm 1815 với tư cách là một trong bốn cường quốc thống trị lục địa và là một cường quốc được công nhận. Cùng năm đó, Liên bang Đức (Deutscher Bund) được thành lập dưới sự lãnh đạo của Áo. Do các cuộc xung đột xã hội, chính trị và quốc gia chưa được giải quyết, các vùng đất của Đức đã bị rung chuyển bởi các cuộc cách mạng năm 1848 nhằm tạo ra một nước Đức thống nhất.

Bản đồ của Liên minh Đức (1815-1836) với 39 quốc gia thành viên

Các khả năng khác nhau khác nhau đối với một nước Đức thống nhất là: một nước Đại Đức hoặc Đại Áo hoặc chỉ là Liên bang Đức mà không có Áo. Vì Áo không sẵn sàng từ bỏ các lãnh thổ nói tiếng Đức của mình để trở thành Đế chế Đức năm 1848, vương miện của đế chế mới được thành lập đã được trao cho Quốc vương Phổ Friedrich Wilhelm IV. Năm 1864, Áo và Phổ đã cùng nhau chiến đấu chống lại Đan Mạch và bảo vệ sự độc lập khỏi Đan Mạch của các lãnh thổ công tước Schleswig và Holstein. Tuy nhiên, vì hai nước không thể đồng thuận về cách quản lý hai lãnh thổ công tước trên, dẫn tới Chiến tranh Áo-Phổ năm 1866. Bị đánh bại bởi Phổ trong Trận Königgrätz, Áo phải rời khỏi Liên minh Đức và không còn tham gia vào chính trị Đức.
Thỏa hiệp Áo-Hung năm 1867, Ausgleich, đã tạo nên một nền quân chủ song đôi Áo–Hung giữa Đế quốc Áo và Vương quốc Hungary, dưới thời Franz Joseph I. Sự cai trị của Áo-Hung của đế chế đa sắc tộc này bao gồm nhiều nhóm sắc tộc Slavơ khác nhau như người Croatia, người Séc, người Ba Lan, người Rusyn, người Serb, người Slovak, người Slovene và người Ukraine cũng như các cộng đồng lớn người Ý và người Rumani.
Do đó, việc cầm quyền Áo-Hungary ngày càng trở nên khó khăn trong thời đại các phong trào dân tộc nổi lên, đòi hỏi sự phụ thuộc đáng kể vào một cảnh sát mật mở rộng. Tuy nhiên, chính phủ Áo đã cố gắng hết sức để chấp nhận một số khía cạnh: ví dụ như Reichsgesetzblatt, xuất bản luật và pháp lệnh của Cisleithania được ban hành bằng tám ngôn ngữ; và tất cả các nhóm quốc gia được hưởng các trường học bằng ngôn ngữ của họ và sử dụng tiếng mẹ đẻ của họ tại các cơ quan nhà nước.

Một bản đồ ngôn ngữ của Áo-Hung, 1910

Nhiều người Áo thuộc tất cả các nhóm xã hội khác nhau như Georg Ritter von Schönerer đã thúc đẩy Chủ nghĩa dân tộc Đức mạnh mẽ với hy vọng củng cố một bản sắc dân tộc Đức và sáp nhập Áo vào Đức. Một số người Áo như Karl Lueger cũng sử dụng Chủ nghĩa dân tộc Đức như một hình thức của chủ nghĩa dân túy để tiếp tục các mục tiêu chính trị của riêng họ. Mặc dù các chính sách của Bismarck đã loại trừ Áo và người Áo nói tiếng Đức khỏi Đức, nhưng nhiều người Áo theo Chủ nghĩa dân tộc Đức đã thần tượng ông ta và mặc những bông hoa ngô màu xanh, được biết đến là loài hoa yêu thích của Hoàng đế Đức Wilhelm I trong đôi giày của họ, cùng với màu nước hoa, màu đỏ và màu vàng), mặc dù cả hai đều bị cấm tạm thời tại các trường học ở Áo, như một cách thể hiện sự bất mãn đối với đế chế đa sắc tộc.
Việc Áo bị loại khỏi Đức khiến nhiều người Áo gặp vấn đề với bản sắc dân tộc và khiến Nhà lãnh đạo Dân chủ Xã hội Otto Bauer tuyên bố rằng đó là "cuộc xung đột giữa tính cách Áo và Đức của chúng ta." Đế quốc Áo-Hung gây căng thẳng sắc tộc giữa Người Áo Đức và các nhóm dân tộc khác. Nhiều người Áo, đặc biệt là những người liên quan đến các phong trào dân tộc Đức, mong muốn củng cố một bản sắc dân tộc Đức và hy vọng rằng đế chế sẽ sụp đổ, cho phép sáp nhập Áo với Đức.
Rất nhiều người theo chủ nghĩa dân tộc Đức của Áo đã nhiệt tình chống lại sắc lệnh ngôn ngữ của Bộ trưởng Kasimir Bá tước Baden năm 1897, khiến các ngôn ngữ đồng chính thức của Đức và Séc ở Bohemia và yêu cầu các quan chức chính phủ mới phải thông thạo cả hai ngôn ngữ. Điều này có nghĩa trong thực tế rằng công vụ dân sự hầu như chỉ thuê người Séc, bởi vì hầu hết những người Séc thuộc tầng lớp trung lưu nói tiếng Đức nhưng không có nhiều người Đức nói được tiếng Séc. Sự ủng hộ của các chính trị gia và giáo sĩ Công giáo theo thuyết giáo hoàng nắm quyền tuyệt đối cho cải cách này đã kích hoạt sự phát động của phong trào "Xa rời Rome" (tiếng Đức: Los-von-Rom), được khởi xướng bởi những người ủng hộ Schönerer và kêu gọi các Kitô hữu "người Đức" rời khỏi Giáo hội Công giáo La Mã.

### Thế kỷ 20

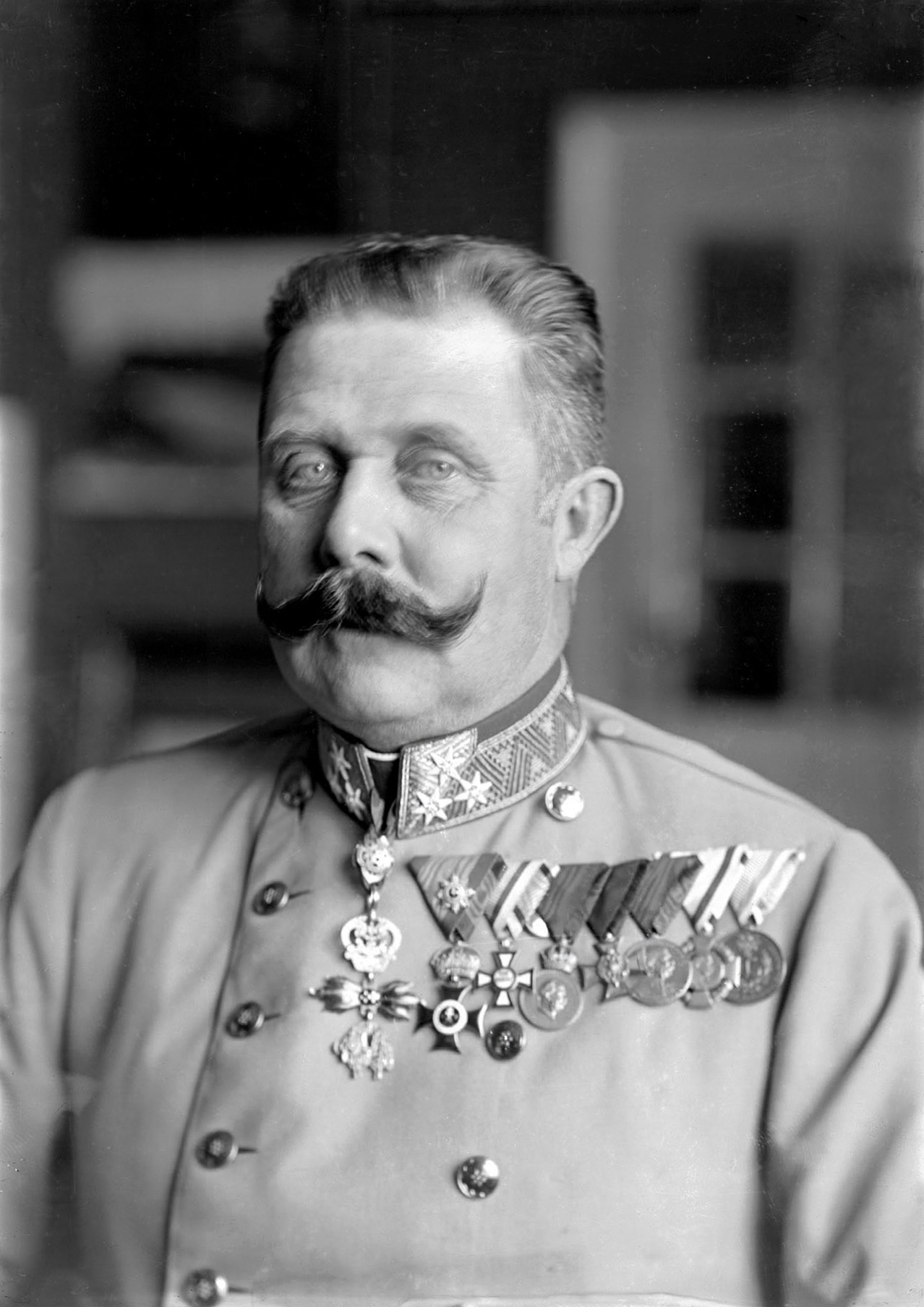
Thái tử Franz Ferdinand (phải), người đã bị ám sát trước Thế chiến thứ nhất, một trong những cuộc xung đột thảm khốc nhất trong lịch sử loài người

Khi kỷ nguyên Hiến pháp thứ hai bắt đầu ở Đế quốc Ottoman, Áo-Hung đã có cơ hội sáp nhập Bosnia và Herzegovina vào năm 1908. Vụ ám sát Thái tử Franz Ferdinand tại Sarajevo vào năm 1914 bởi một người Serb gốc Bosnia Gavrilo Princip đã được các chính trị gia và tướng lĩnh hàng đầu của Áo sử dụng để thuyết phục hoàng đế tuyên chiến với Serbia, châm ngòi cho chiến tranh thế giới thứ nhất, dẫn đến sự giải thể của Đế quốc Áo-Hung. Hơn một triệu binh sĩ Áo-Hung đã chết trong Thế chiến I.
Vào ngày 21 tháng 10 năm 1918, các thành viên Đức được bầu của Reichsrat (quốc hội của Áo) đã họp tại Viên với tư cách là Quốc hội lâm thời của nhà nước Áo Đức (Provisorische Nationalversammlung für Deutschösterreich). Vào ngày 30 tháng 10, hội nghị thành lập Cộng hòa Áo Đức bằng cách bổ nhiệm một chính phủ, được gọi là Staatsrat. Chính phủ mới này đã được Hoàng đế mời tham gia quyết định đình chiến theo kế hoạch với Ý nhưng đã không thực hiện.
Điều này để lại trách nhiệm kết thúc của cuộc chiến, vào ngày 3 tháng 11 năm 1918, chỉ dành cho hoàng đế và chính phủ của ông. Vào ngày 11 tháng 11, hoàng đế được cố vấn bởi các bộ trưởng của chính phủ cũ và mới, tuyên bố ông sẽ không tham gia vào công việc của nhà nước nữa; vào ngày 12 tháng 11, Áo Đức, theo luật, tuyên bố mình là một nước cộng hòa dân chủ và là một phần của nước cộng hòa mới của Đức. Hiến pháp, đổi tên Staatsrat thành Bundesregierung (chính phủ liên bang) và Nationalversammlung thành Nationalrat (hội đồng quốc gia) được thông qua vào ngày 10 tháng 11 năm 1920.

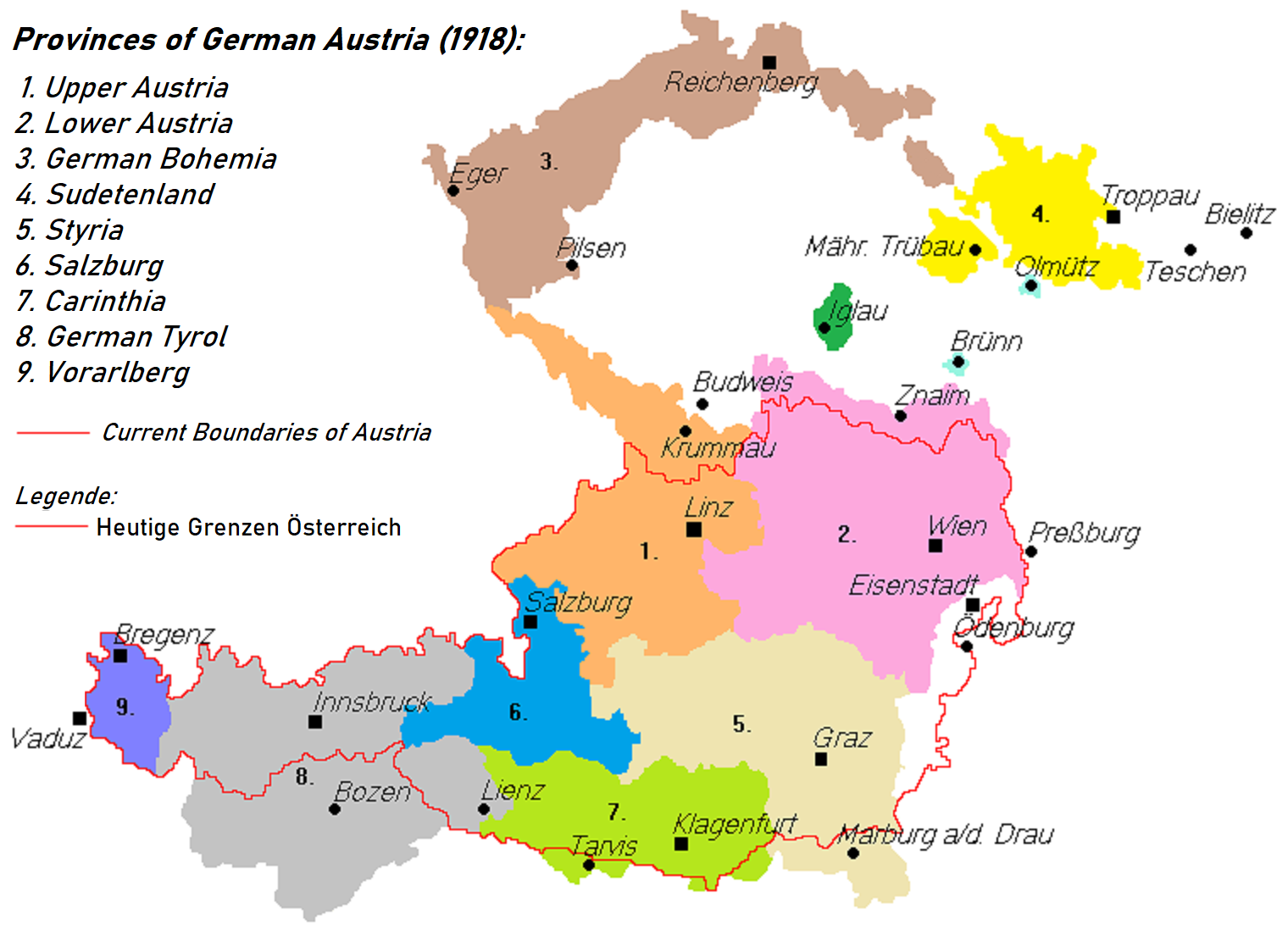
Các tỉnh nói tiếng Đức được tuyên bố bởi Áo Đức năm 1918: Biên giới của Đệ nhị Cộng hòa Áo tiếp theo được viền màu đỏ.

Hiệp ước Saint-Germain năm 1919 (Hiệp ước Trianon với Hungary năm 1920) đã xác nhận và củng cố trật tự mới ở Trung Âu, đến một mức độ lớn đã được thiết lập vào tháng 11 năm 1918, tạo ra các quốc gia mới và thay đổi các quốc gia khác. Các bộ phận nói tiếng Đức của Áo từng là một phần của Áo-Hung đã bị giảm xuống thành một quốc gia hỗn loạn có tên Cộng hòa Áo Đức (tiếng Đức: Republik Deutschösterreich). Mong muốn về Anschluss (sáp nhập Áo vào Đức) là một ý kiến phổ biến được chia sẻ bởi tất cả các nhóm xã hội ở cả Áo và Đức. Vào ngày 12 tháng 11, Áo Đức được tuyên bố là một nước cộng hòa với Karl Renner thuộc đảng Dân chủ Xã hội làm thủ tướng lâm thời. Cùng ngày, một hiến pháp tạm thời đã soạn thảo tuyên bố rằng "Áo Đức là một nước cộng hòa dân chủ" (Điều 1) và "Áo Đức là một phần không thể thiếu của đế chế Đức" (Điều 2). Hiệp ước Saint Germain và Hiệp ước Versailles cấm liên minh giữa Áo và Đức. Các hiệp ước cũng buộc Áo Đức phải đổi tên thành "Cộng hòa Áo", từ đó dẫn đến Đệ nhất Cộng hòa Áo.
Hơn 3 triệu người Áo nói tiếng Đức đã sống bên ngoài Cộng hòa Áo mới với tư cách là thiểu số ở các quốc gia mới được thành lập hoặc mở rộng của Tiệp Khắc, Nam Tư, Hungary và Ý. Chúng bao gồm các tỉnh Nam Tyrol (đã trở thành một phần của Ý) và Bohemia thuộc Đức (Tiệp Khắc). Tình trạng của Bohemia thuộc Đức (Sudetenland) sau đó đã đóng một vai trò trong việc châm ngòi cho Thế chiến thứ hai.
Tình trạng của Nam Tyrol là một vấn đề còn sót lại giữa Áo và Ý cho đến khi nó được chính thức giải quyết vào những năm 1980 với một mức độ tự trị tuyệt vời được chính phủ quốc gia Ý trao cho nó. Giữa năm 1918 và 1919, Áo được gọi là Nhà nước Áo Đức (Staat Deutschösterreich). Các cường quốc Entente không chỉ cấm Áo Đức hợp nhất với Đức, mà họ còn từ chối tên Áo Đức trong hiệp ước hòa bình được ký kết; do đó, nó đã đổi thành Cộng hòa Áo vào cuối năm 1919.
Biên giới giữa Áo và Vương quốc của người Serb, Croat và người Slovene (sau đó là Nam Tư) đã được định cư với Carinthian Plebiscite vào tháng 10 năm 1920 và phân bổ phần lớn lãnh thổ của Vương quốc Carinthia thuộc Áo-Hung cũ của Áo cho Áo. Điều này đặt biên giới trên dãy núi Karawanken, với nhiều người Slovene còn lại ở Áo.

### Thời kỳ giữa hai Thế chiến và Thế chiến II
Sau chiến tranh, lạm phát bắt đầu phá giá đồng Krone là tiền tệ của Áo. Vào mùa thu năm 1922, Áo được cấp một khoản vay quốc tế được giám sát bởi Hội Quốc Liên. Mục đích của khoản vay là ngăn chặn phá sản, ổn định tiền tệ và cải thiện tình trạng kinh tế chung của Áo. Khoản vay này có nghĩa là Áo đã chuyển từ một quốc gia độc lập sang nằm dưới kiểm soát của Hội Quốc Liên. Năm 1925, đồng Schilling ra đời và thay thế đồng Krone với tỷ lệ 10.000: 1. Sau đó, nó được đặt biệt danh là "đô la Alps" do tính ổn định của nó. Từ năm 1925 đến 1929, nền kinh tế đã đạt mức cao ngắn trước khi gần như sụp đổ sau ngày thứ Ba đen tối.
Đệ Nhất Cộng hòa Áo tồn tại đến năm 1933 khi Thủ tướng Engelbert Dollfuss sử dụng cái mà ông gọi là "Quốc hội tự đóng cửa", đã thiết lập một chế độ chuyên quyền có xu hướng theo chủ nghĩa phát xít Ý. Hai đảng lớn tại thời điểm này, Đảng Dân chủ Xã hội và Đảng Bảo thủ đều có quân đội bán quân sự; Schutzbund của Đảng Dân chủ Xã hội hiện đã bị tuyên bố là bất hợp pháp, nhưng vẫn hoạt động khi cuộc nội chiến nổ ra.
Vào tháng 2 năm 1934, một số thành viên của Schutzbund đã bị xử tử. [61] Đảng Dân chủ Xã hội bị đặt ra ngoài vòng pháp luật và nhiều thành viên của nó đã bị cầm tù hoặc di cư. [60] Vào ngày 1 tháng 5 năm 1934, những người Phát xít Áo đã áp đặt một hiến pháp mới ("Maiverfassung") nhằm củng cố quyền lực của Dollfuss nhưng vào ngày 25 tháng 7, ông ta đã bị ám sát trong một nỗ lực đảo chính của Đức Quốc xã. [62] [63]

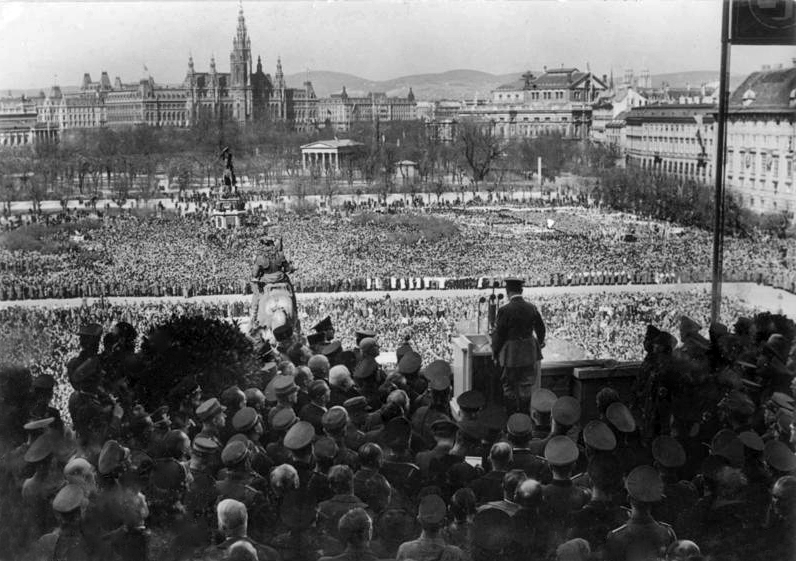
Adolf Hitler phát biểu tại Heldenplatz, Viên, 1938

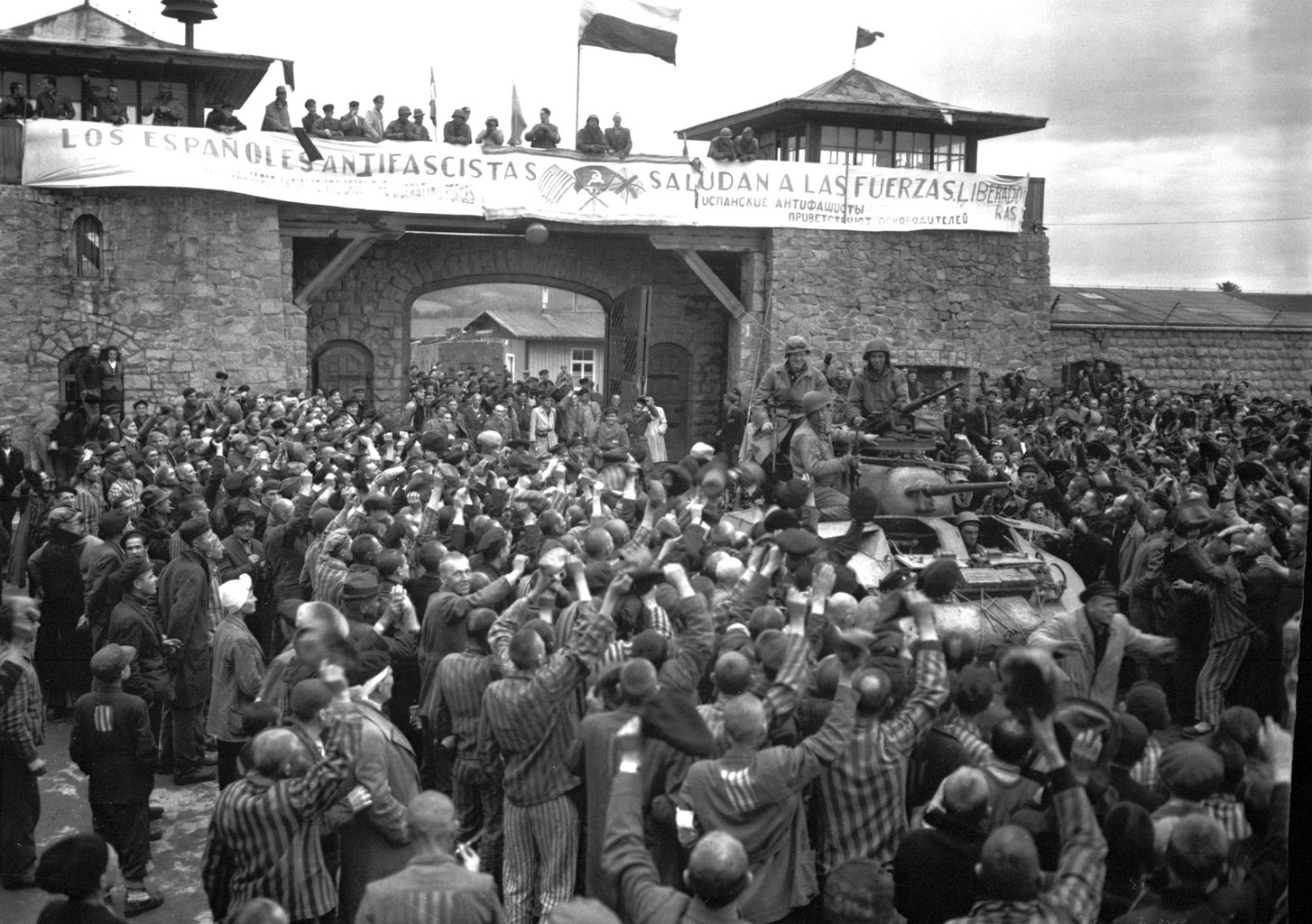
Giải phóng trại tập trung Mauthausen, năm 1945

Người kế vị của ông Kurt Schuschnigg thừa nhận Áo là một "quốc gia Đức" và người Áo là "người Đức tốt hơn" nhưng mong muốn Áo vẫn độc lập. Ông tuyên bố trưng cầu dân ý vào ngày 9 tháng 3 năm 1938, được tổ chức vào ngày 13 tháng 3, liên quan đến sự độc lập của Áo khỏi Đức. Vào ngày 12 tháng 3 năm 1938, Đức quốc xã Áo tiếp quản chính phủ, trong khi quân đội Đức chiếm đóng đất nước, điều này ngăn cản cuộc trưng cầu dân ý của Schuschnigg. Vào ngày 13 tháng 3 năm 1938, Anschluss của Áo được tuyên bố chính thức. Hai ngày sau, Hitler vốn sinh ra ở Áo tuyên bố cái mà ông ta gọi là "thống nhất" đất nước quê hương của mình với "phần còn lại của Đế chế Đức" ở quảng trường Heldenplatz, Viên. Ông tổ chức một cuộc trưng cầu ý dân xác nhận liên minh với Đức vào tháng 4 năm 1938.
Cuộc bầu cử quốc hội được tổ chức tại Đức (bao gồm cả Áo bị sáp nhập gần đây) vào ngày 10 tháng 4 năm 1938. Đó là cuộc bầu cử cuối cùng của Reichstag trong thời kỳ phát xít, và có hình thức trưng cầu dân ý một vấn đề về việc cử tri có chấp thuận một danh sách Reichstag 813 thành viên của đảng Quốc xã cũng như sự sáp nhập gần đây của Áo (Anschluss). Người Do Thái và Gypsy không được phép bỏ phiếu. Tỷ lệ cử tri trong cuộc bầu cử chính thức là 99,5%, với 98,9% phiếu bầu "có". Ở Áo, quê hương của Adolf Hitler, 99,71% tổng số cử tri là 4.484.475 đã chính thức đi bỏ phiếu với tỷ lệ ủng hộ là 99,73%. Mặc dù hầu hết người Áo thích Anschluss nhưng ở một số vùng của Áo, binh lính Đức không phải lúc nào cũng được chào đón bằng hoa và niềm vui, đặc biệt là ở Viên, nơi có Do Thái đông nhất của Áo. Tuy nhiên, mặc dù tuyên truyền và thao túng và gian lận bao quanh kết quả thùng phiếu, vẫn có sự hỗ trợ thực sự lớn để Hitler hoàn thành Anschluss vì nhiều người Đức từ cả Áo và Đức đã thấy sự thống nhất tất cả người Đức hợp nhất thành một nhà nước lẽ ra đã phải được thực hiện từ trước.
Vào ngày 12 tháng 3 năm 1938, Áo bị sáp nhập vào Đế chế thứ ba và không còn là một quốc gia độc lập. Việc Aryan hóa sự giàu có của người Áo Do Thái bắt đầu ngay lập tức vào giữa tháng 3 với giai đoạn được gọi là "hoang dã" (tức là ngoài vòng pháp luật), nhưng đã sớm được cấu trúc hợp pháp và quan liêu để tước đoạt bất kỳ tài sản nào của người Do Thái. Đức quốc xã đã đổi tên Áo vào năm 1938 thành "Ostmark" cho đến năm 1942, khi nó được đổi tên một lần nữa và được gọi là "Alpine và Danubian Gaue" (Alpen-und Donau-Reichsgaue).

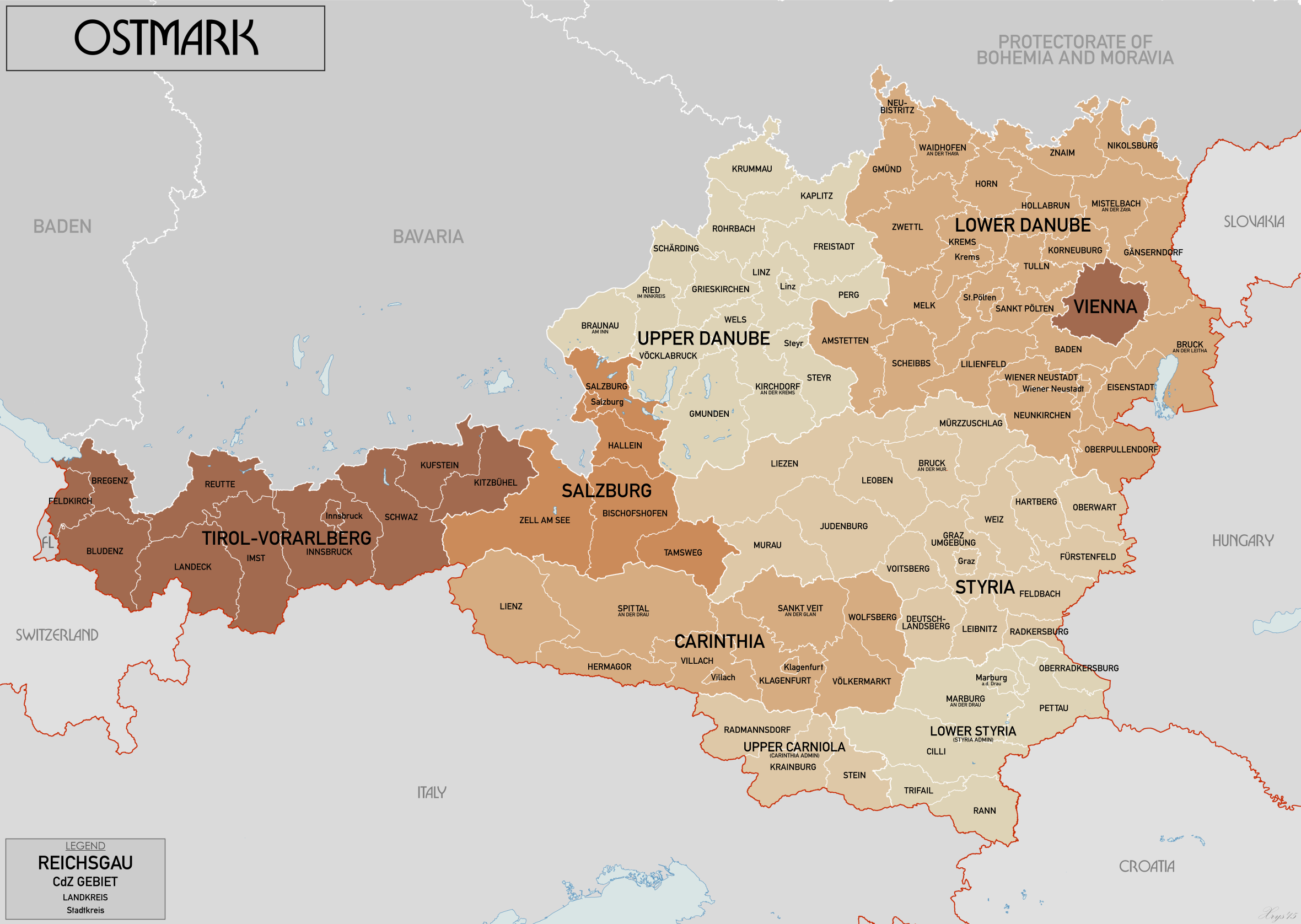
Áo vào năm 1941 khi nó được gọi là "Ostmark"

Mặc dù người Áo chỉ chiếm 8% dân số của Đế chế thứ ba, một số người Đức quốc xã nổi bật nhất là người Áo bản địa như Adolf Hitler, Ernst Kaltenbrunner, Arthur Seyss-Inquart, Franz Stangl và Odilo Globocnik,k]], cũng như hơn 13% SS và 40% nhân viên tại các trại hủy diệt của Đức quốc xã. Viên sụp đổ vào ngày 13 tháng 4 năm 1945 trong cuộc tấn công Viên của Liên Xô, ngay trước khi sự sụp đổ hoàn toàn của Đệ tam Quốc xã. Các cường quốc Đồng minh xâm lược, đặc biệt là người Mỹ, đã lên kế hoạch cho "Chiến dịch pháo đài núi cao" được cho là của một quốc gia, phần lớn đã diễn ra trên đất Áo ở vùng núi thuộc dãy núi Alps phía đông. Tuy nhiên, nó không bao giờ thành hiện thực vì sự sụp đổ nhanh chóng của Đệ tam Đế chế.
Karl Renner và Adolf Schärf (Đảng Xã hội Áo [Dân chủ Xã hội và Xã hội Cách mạng]), Leopold Kunschak (Đảng Nhân dân Áo [Đảng Nhân dân Xã hội Kitô giáo cũ)), và Johann Koplenig (Đảng Cộng sản Áo) tuyên bố ly khai khỏi Đế chế thứ ba bởi Tuyên ngôn Độc lập ngày 27 tháng 4 năm 1945 và thành lập một chính phủ lâm thời ở Viên dưới thời Thủ tướng Renner cùng ngày với sự chấp thuận của Hồng quân chiến thắng và được Joseph Stalin hậu thuẫn. (Ngày này được đặt tên chính thức là ngày sinh nhật của nước Đệ nhị Cộng hòa.) Vào cuối tháng 4, hầu hết miền tây và miền nam Áo vẫn nằm dưới sự cai trị của Đức Quốc xã. Vào ngày 1 tháng 5 năm 1945, hiến pháp liên bang năm 1929 đã bị nhà độc tài Dollfuss chấm dứt vào ngày 1 tháng 5 năm 1934 lại được tuyên bố hợp lệ.
Tổng số tử vong quân sự từ 1939 đến 1945 ước tính là 260.000. Nạn nhân Holocaust Do Thái tổng cộng 65.000. Khoảng 140.000 người Áo Do Thái đã rời khỏi đất nước vào năm 1938. Hàng ngàn người Áo đã tham gia vào các tội ác nghiêm trọng của Đức Quốc xã (hàng trăm ngàn người chết trong trại tập trung Mauthausen-Gusen), một sự thật được Thủ tướng Franz Vranitzky công nhận chính thức vào năm 1992.

### Thời đại đương đại

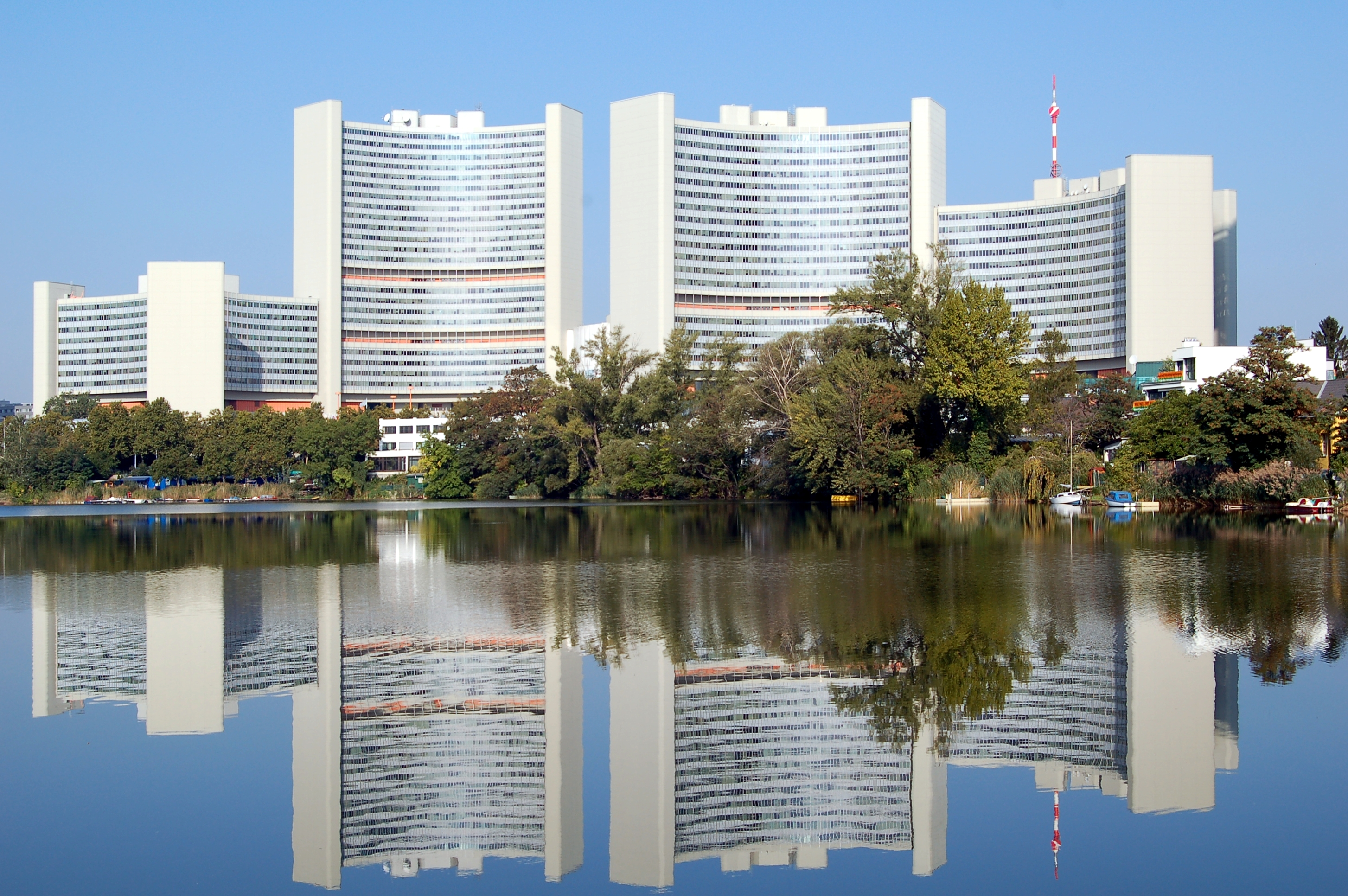
Trụ sở Liên Hợp Quốc tại Viên <! - (UNOV) -> là một trong bốn văn phòng chính của Liên hiệp quốc trên toàn thế giới.

Giống như Đức, Áo được chia thành các khu vực của Mỹ, Anh, Pháp và Liên Xô và được quản lý bởi Ủy ban Đồng minh của Áo. Theo dự báo trong Tuyên bố Moscow năm 1943, một sự khác biệt tinh tế đã được nhìn thấy trong cách đối xử của Áo bởi quân Đồng minh. Chính phủ Áo bao gồm các đảng Dân chủ Xã hội, Bảo thủ và Cộng sản (cho đến năm 1947), và cư trú tại Viên, được bao quanh bởi khu vực Liên Xô, đã được các Đồng minh phương Tây công nhận vào tháng 10 năm 1945 sau khi một số nghi ngờ rằng Renner có thể là con rối của Stalin. Do đó, việc thành lập một chính phủ Tây Áo riêng biệt và phân chia đất nước đã tránh được. Áo nói chung được đối xử như thực thể ban đầu bị Đức xâm chiếm và giải phóng bởi quân Đồng minh.
Vào ngày 15 tháng 5 năm 1955, sau các cuộc đàm phán kéo dài trong nhiều năm và chịu ảnh hưởng của Chiến tranh Lạnh, Áo đã giành lại độc lập hoàn toàn bằng cách ký kết Hiệp ước Nhà nước Áo với Bốn cường quốc chiếm đóng. Vào ngày 26 tháng 10 năm 1955, sau khi tất cả quân đội chiếm đóng đã rời đi, Áo tuyên bố "tính trung lập vĩnh viễn" của mình bằng một đạo luật của quốc hội. Ngày này là ngày Quốc khánh của Áo.

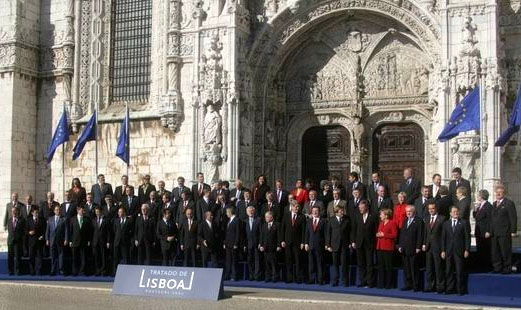
Áo gia nhập Liên minh châu Âu năm 1995 và ký Hiệp ước Lisbon năm 2007

Hệ thống chính trị của nền Đệ nhị Cộng hòa dựa trên hiến pháp năm 1920 và 1929, được giới thiệu lại vào năm 1945. Hệ thống này được đặc trưng bởi Proporz, có nghĩa là hầu hết các chức vụ có tầm quan trọng chính trị được chia đều giữa các thành viên của Đảng Dân chủ Xã hội Áo (SPÖ) và Đảng Nhân dân Áo (VP). "Các văn phòng" của các nhóm lợi ích với tư cách thành viên bắt buộc (ví dụ: đối với công nhân, doanh nhân, nông dân) đã tăng lên tầm quan trọng đáng kể và thường được tư vấn trong quy trình lập pháp. Vì vậy hầu như không có luật nào được thông qua mà không phản ánh sự đồng thuận rộng rãi.
Kể từ năm 1945, việc điều hành thông qua một chính phủ độc đảng đã xảy ra hai lần: 1966-1970 (ÖVP) và 1970-1983 (SPÖ). Trong tất cả các thời kỳ lập pháp khác, một liên minh lớn của SPÖ và ÖVP hoặc một "liên minh nhỏ" (một trong hai và một đảng nhỏ hơn) đã cai trị đất nước.
Kurt Waldheim, một sĩ quan Wehrmacht trong Thế chiến thứ hai bị cáo buộc tội ác chiến tranh, được bầu làm Tổng thống Áo từ năm 1986 đến năm 1992.
Sau một cuộc trưng cầu dân ý năm 1994, khi đó sự đồng ý đạt được phần lớn hai phần ba, quốc gia này đã trở thành thành viên của Liên minh châu Âu vào ngày 1 tháng 1 năm 1995.
Các đảng lớn SPÖ và ÖVP có ý kiến trái ngược về tình trạng không liên kết quân sự của Áo: Trong khi SPÖ công khai ủng hộ vai trò trung lập, ÖVP lập luận về việc tích hợp mạnh mẽ hơn vào chính sách an ninh của EU; ngay cả một thành viên NATO trong tương lai cũng không bị loại trừ bởi một số chính trị gia ÖVP (ví dụ: Tiến sĩ Werner Fasslabend (VP) năm 1997). Trên thực tế, Áo đang tham gia Chính sách đối ngoại và an ninh chung của EU, tham gia vào các nhiệm vụ gìn giữ hòa bình và tạo dựng hòa bình, và đã trở thành thành viên của "Đối tác vì hòa bình" của NATO; hiến pháp đã được sửa đổi cho phù hợp. Kể từ khi Liechtenstein gia nhập Khu vực Schengen vào năm 2011, không một quốc gia láng giềng nào của Áo thực hiện kiểm soát biên giới đối với nó nữa.

## Địa lý

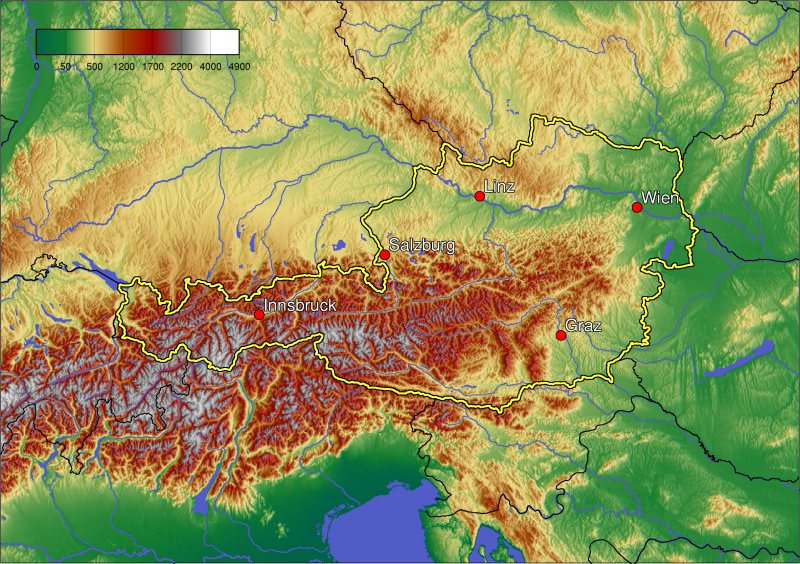
Bản đồ địa hình của Áo

Khoảng 60% nước Áo là đồi núi, gồm một phần của núi Alpen về phía đông. Ở Oberösterreich và Niederösterreich là vùng núi Böhmen chạy dài đến Cộng hoà Séc và Bayern (Đức), ở biên giới phía đông là núi Karpaten. Ngọn núi cao nhất ở Áo là Grossglockner (còn gọi là Großglockner, cao 3.797 m) ở Hohe Tauern. Các đồng bằng lớn nằm về phía đông dọc theo sông Danube, trước hết là vùng Aplenvorland và lưu vực Viên cũng như phía nam vùng Steiermark.

### Khí hậu

Phân loại khí hậu Köppen của Áo

Khí hậu khô dần đi từ tây sang đông và trở thành khí hậu lục địa ở các vùng phía đông và đông nam nước Áo. Mùa đông với nhiều tuyết đã đem lại cho ngành du lịch thêm một mùa thứ hai. Thời gian có ánh nắng mặt trời lâu hơn ở miền bắc nước Đức từ 10 đến 20 phần trăm.
Núi cao nhất của Áo là Großglockner (3.798 m) trong vùng núi Hohe Tauern thuộc dãy núi Anpơ, tiếp theo sau đấy là Wildspitze với 3.774 m và Weißkugel (3.738 m). Địa thế núi non có tầm quan trọng lớn trong du lịch. Áo có rất nhiều vùng du lịch cho các môn thể thao mùa đông và trong mùa hè là cho các môn thể thao như leo núi.

### Sông và hồ

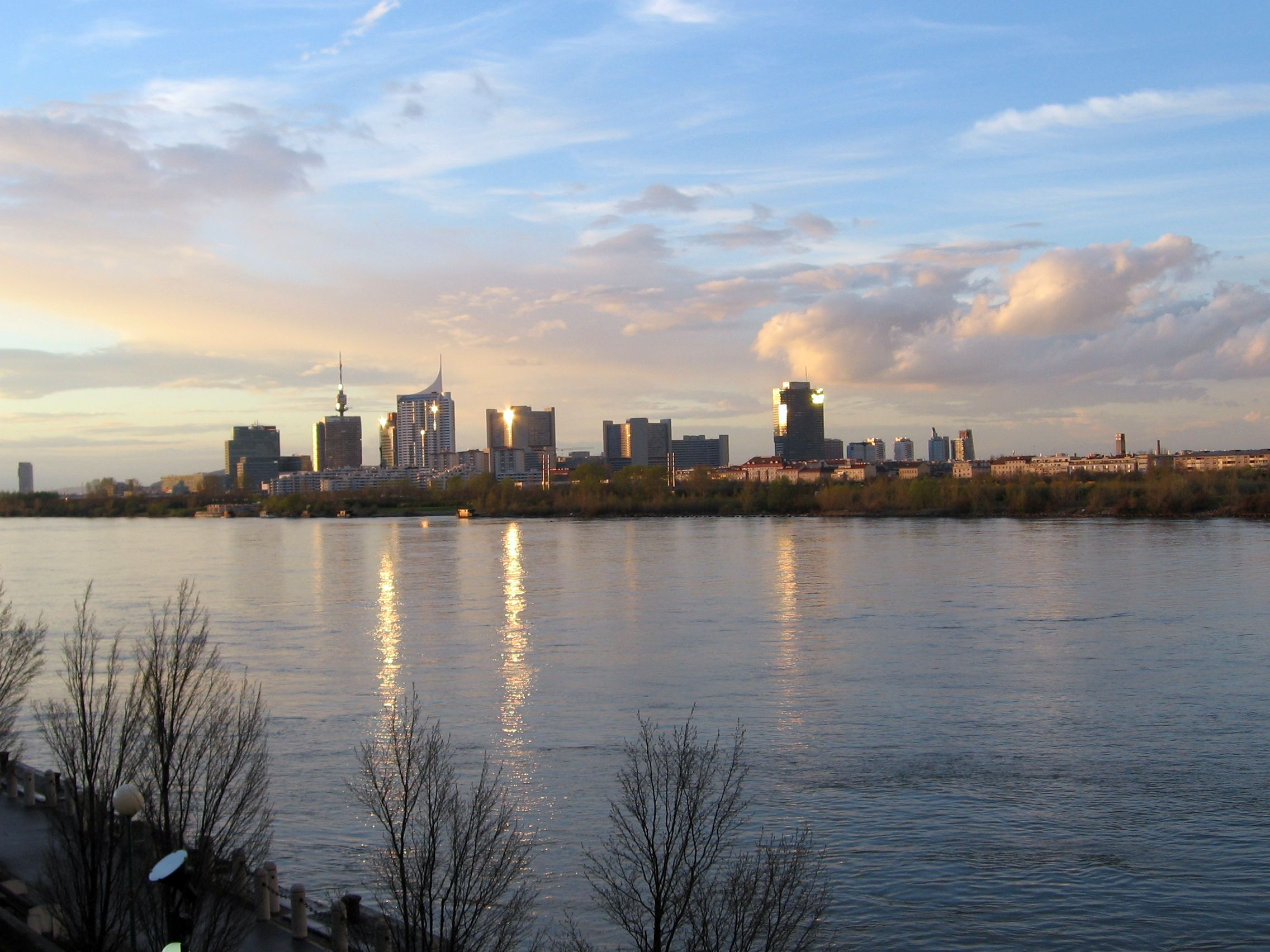
Sông Donau gần Viên

Hồ lớn nhất Áo là hồ Neusiedler See trong Burgenland, 77% của diện tích tổng cộng là 315 km² thuộc nước Áo, tiếp theo đó là Attersee (46 km²) và Traunsee (24 km²) trong Oberösterreich (Thượng Áo). Nhiều hồ trong Áo là điểm du lịch mùa hè quan trọng, được biết đến nhiều nhất là các hồ như Wörthersee, Millstätter See, Ossiacher See và Weißensee.
Phần lớn nước Áo (80.566 km²) được thoát nước qua sông Donau vào Biển Đen, gần một phần ba ở đông nam qua sông Mur, Drau, và sau đó tiếp tục qua Donau vào Biển Đen, một số vùng nhỏ ở phía tây qua sông Rhein (2366 km²) vào Biển Đại Tây Dương và ở phía bắc qua sông Elbe (918 km²) vào Biển Bắc.
Những nhánh lớn của sông Donau là (từ tây sang đông):
- Lech, Isar, và Inn. Những sông này đổ vào sông Donau ở Bayern, thoát nước cho vùng Tirol. Sông Salzach đổ vào sông Inn thoát nước cho vùng Salzburg (trừ vùng Lungau và một số khu vực vùng Pongau).
- Traun, Enns, Ybbs, Erlauf, Pielach, Traisen, Wienfluss và Fischa thoát nước cho các vùng phía nam của sông Donau gồm vùng Thượng Áo, Steiermmark, Hạ Áo và Wien.
- Mühl Lớn và Mühl Nhỏ, Rodl, Arst, Kamp, Göllersbach và Rußlau cũng như Thay ở biên giới phía bắc và Maren ở biên giới phía đông thoát nước cho các vùng phía bắc của sông Donau gồm Thượng Áo và Hạ Áo.
- Sông Mur thoát nước cho vùng Lungau ở Salzburg và vùng Steiermark. Sông này đổ vào sông Drau ở Kroatien, tiếp tục thoát nước cho vùng Kärnten và đông Tirol. Ở Kroatien, sông Drau đổ vào sông Donau tại biên giới với Serbien. Sông Rhein thoát nước cho phần lớn vùng Vorarlberg, sông này chảy qua hồ Bodensee và sau đó đổ vào Biển Bắc. Sông Lainsitz là sông nhỏ không có ý nghĩa, nhưng lại là sông duy nhất của Áo thoát nước từ Hạ Áo qua Tschechien đổ vào sông Elbe.

### Hệ động thực vật
Do có nhiều địa hình khác nhau nên hệ thực vật và động vật áo rất đa dạng. Trong những thập niên vừa qua 6 vườn quốc gia và nhiều công viên tự nhiên được thành lập để bảo vệ các chủng loại động thực vật. 

#### Thực vật
Theo Sở bảo vệ môi trường liên bang, hệ thực vật có tổng cộng khoảng 2.950 loài, kể cả những loài đã tuyệt chủng và biến mất, trong đó có 1.187 loài (40,2 %) nằm trong sách đỏ.

#### Động vật
Nước Áo có khoảng 45.870 loài động vật, trong đó 98,6% là động vật không xương sống. Vì nhiều nguyên nhân khác nhau nên 10.882 loài đang bị đe dọa, trong đó 2.804 loài nằm trong sách đỏ.

## Chính trị

### Hệ thống
Áo, theo Hiến pháp liên bang năm 1920, tiếp tục có hiệu lực từ sau 1945, là một nước cộng hòa đại nghị liên bang gồm 9 bang. Tổng thống là nguyên thủ quốc gia được bầu trực tiếp với nhiệm kỳ 6 năm. Thủ tướng là người đứng đầu chính phủ, được tổng thống bổ nhiệm theo tỷ lệ đa số trong Viện Quốc gia. Chính phủ có thể bị bãi nhiệm thông qua biểu quyết bất tín nhiệm của Viện Quốc dân. Bầu cử tổng thống và Quốc hội từng bắt buộc ở Áo, nhưng điều này đã bị bãi bỏ từ năm 1982 đến năm 2004.
Quốc hội là cơ quan lập pháp lưỡng viện, gồm Viện Quốc dân và Viện Liên bang. Viện Quốc dân gồm 183 nghị sĩ được bầu trực tiếp theo hệ thống đại diện tỷ lệ, với nhiệm kỳ năm năm. Ngưỡng bầu cử 4% được đưa ra nhằm ngăn cản một phân tán quá lớn của các đảng trong Viện Quốc dân. Viện Liên bang được cử ra từ các nghị viện bang. Viện Quốc dân là viện chiếm ưu thế trong Quốc hội. Viện Liên bang thường chỉ có quyền trì hoãn quyết định của Viện Quốc dân, có thể bị mất hiệu lực bởi Nghị định kiên quyết (Beharrungsbeschluss) của Viện Quốc dân.

### Đảng phái chính trị
Từ khi Cộng hòa Áo được thành lập, nền chính trị ở Áo chịu ảnh hưởng của 2 đảng lớn là Đảng Nhân dân Áo (Österreichische Volkspartei – ÖVP) có đường hướng Thiên chúa giáo bảo thủ (trước Chiến tranh thế giới thứ hai có tên là Đảng Thiên chúa giáo-Xã hội) và Đảng Xã hội Dân chủ Áo (Sozialdemokratische Partei Österreichs – SPÖ) có tên trước đây là Đảng Công nhân Xã hội chủ nghĩa Áo - Sozialistische Arbeiterpartei Österreichs. Cả hai đảng đã có từ thời quân chủ và được tái thành lập sau khi thủ đô Viên được giải phóng vào thời gian cuối của Chiến tranh thế giới thứ hai trong tháng 4 năm 1945. Trong hai giai đoạn 1945 – 1966 và 1986 – 1999 hai đảng này cùng cầm quyền ở Áo trong "liên minh lớn" mặc dù có thế giới quan trái ngược nhau.
Xu hướng chính trị thứ ba, nhỏ hơn rất nhiều, thuộc đường hướng quốc gia dân tộc Đức, tập trung trong thời đệ Nhất cộng hòa trong Đảng Nhân dân Đại Đức (Großdeutsche Volkspartei), trong đệ Nhị cộng hòa là Liên minh Độc lập và sau đấy là trong Đảng Tự do Áo (Freiheitliche Partei Österreichs – FPÖ).
Đảng Cộng sản Áo cũng đã có vai trò chính trị trong những năn đầu của đệ Nhị cộng hòa, thế nhưng từ thập niên 1960 vì là đảng nhỏ nhất nên đã không còn có tầm quan trọng trên bình diện liên bang nữa. Tuy vậy Đảng Cộng sản Áo vẫn còn có số phiếu đáng kể trong nhiều cuộc bầu cử địa phương, ví dụ như tại thành phố Graz.
Trong thập niên 1980 hệ thống đảng phái chính trị cứng nhắc này bắt đầu tan vỡ. Một mặt là do sự xuất hiện của Đảng Xanh (Áo) trên chính trường ở phía cánh tả và mặt khác là do Đảng Tự do Áo chuyển sang đường hướng dân túy khuynh hữu (right populism). Tách ra từ đảng này là Diễn đàn Tự do (Liberales Forum), lại biến mất trên trường chính trị ngay sau đó. Liên minh Tương lai Áo (Bündnis Zukunft Österreich – BZÖ) thành lập trong năm 2005 đánh dấu sự chia rẽ lần thứ hai của Đảng Tự do Áo.
Sau cuộc bầu cử tổng thống được tổ chức vào tháng 10 năm 2006, Đảng Dân chủ Xã hội (SPÖ) nổi lên là đảng mạnh nhất, và Đảng Nhân dân Áo (ÖVP) đứng thứ hai, mất khoảng 8% số phiếu bầu trước đó. Luật pháp nghiêm cấm bất kỳ một trong hai đảng chính hình thành liên minh với các đảng nhỏ hơn. Vào tháng 1 năm 2007, Đảng Nhân dân và Đảng Dân chủ Xã hội đã thành lập một liên minh lớn với nhà dân chủ xã hội Alfred Gusenbauer làm Thủ tướng. Liên minh này đã tan rã vào tháng 5 năm 2008.
Cuộc bầu cử vào tháng 9 năm 2008 tiếp tục làm suy yếu cả hai đảng chính (SPÖ và ÖVP) nhưng cùng nhau họ vẫn nắm giữ 70% phiếu bầu, với Đảng Dân chủ Xã hội nắm giữ hơi nhiều hơn đảng kia. Họ lại thành lập một liên minh với nhau và Werner Faymann của Đảng Dân chủ Xã hội nắm giữ chức vị Thủ tướng.
Trong cuộc bầu cử lập pháp năm 2013, Đảng Dân chủ Xã hội đã nhận được 27% số phiếu và 52 ghế trong Quốc hội; Đảng Nhân dân xếp thứ hai với 24% phiếu bầu và 47 ghế, do đó 2 đảng này cùng nhau chiếm giữ đa số ghế trong Quốc hội. Đảng Tự do đã nhận được 40 ghế và 21% số phiếu bầu, trong khi Đảng Xanh nhận được 12% phiếu bầu và 24 ghế.
Sau khi Liên minh lớn tan rã vào mùa xuân năm 2017, một cuộc bầu cử nhanh chóng được tổ chức vào tháng 10 cùng năm. Đảng Nhân dân Áo (ÖVP) với lãnh đạo trẻ mới là Sebastian Kurz đã nổi lên như là đảng lớn nhất trong Quốc hội, giành 31,5% phiếu bầu và 62 trên tổng số 183 ghế. Đảng Dân chủ Xã hội (SP Dem) đứng thứ hai với 52 ghế và 26,9% phiếu bầu, tiếp sau đó là Đảng Tự do Áo (FPÖ), với 51 ghế và 26% phiếu bầu. ÖVP đã quyết định thành lập một liên minh mới với FPÖ, và Sebastian Kurz đã tuyên thệ nhậm chức thủ tướng vào ngày 18 tháng 12 năm 2017.

### Hệ thống pháp luật
Cơ sở của luật dân sự Áo là Bộ luật dân sự Áo (Allgemeines bürgerliches Gesetzbuch – AGB) từ 1 tháng 6 năm 1811, được tu chính sâu rộng trong giao đoạn 1914 – 1916 dưới ảnh hưởng của phong trào "Trường phái lịch sử Đức" (German Historical School of Law). Mãi đến năm 1970 mới có nhiều sửa đổi lớn tiếp theo, đặc biệt là trong luật gia đình. Nhiều phần lớn của luật dân sự được quy định ngoài Bộ luật dân sự, trong đó là nhiều luật đặc biệt được ban hành sau khi Áo "kết nối" với nước Đức Quốc xã năm 1938 và vẫn còn có hiệu lực sau năm 1945 với các phiên bản đã được tu chính tẩy trừ quốc xã, ví dụ như luật hôn nhân, bộ luật thương mại và luật cổ phiếu.
Luật hình sự được quy định trong Bộ luật hình sự hiện đại từ ngày 23 tháng 1 năm 1974. Ngoài các hình phạt bộ luật còn quy định những biện pháp phòng chống (đưa những phạm nhân có tiềm năng tái phạm, cần phải cai trị hay không bình thường về tâm thần vào trong các trại tương ứng), cả hai chỉ được tuyên xử khi phạm tội từ thời gian có quy định trong luật (nguyên tắc không hồi tố). Án tử hình đã bị hủy bỏ.
Luật về vốn tư bản, doanh nghiệp và kinh tế chịu ảnh hưởng của việc tiếp nhận các luật lệ của Liên minh châu Âu năm 1995 và của các chỉ thị (luật lệ khung), quy định (các luật có thể được áp dụng trực tiếp) của Liên minh châu Âu dưới sự cộng tác của Áo từ khi gia nhập và cũng như là các phán quyết của Tòa án châu Âu. Trong trường hợp hoài nghi thì luật của cộng đồng được ưu tiên.
Tòa án dân sự và hình sự bao gồm tòa án tỉnh (Bezirksgericht), tòa án tiểu bang (Landesgericht), tòa án liên bang (Oberlandesgericht) và tòa án tối cao là cấp phán xử cao nhất.

### Quân sự

Huy hiệu quân đội Áo

Đọc bài chính về hệ thống quân sự Áo
Việc bảo vệ đất nước bằng quân sự dựa trên nghĩa vụ quân sự phổ thông cho tất cả các công dân nam trong độ tuổi từ 17 đến 50. Phụ nữ có thể tình nguyện gia nhập quân đội. Trong năm 2012, chi tiêu quốc phòng của Áo tương ứng với khoảng 0,8% GDP, thuộc vào trong số những ngân sách thấp nhất trên thế giới. Quân đội hiện có khoảng 26.000 binh sĩ, trong đó có khoảng 12.000 người tham dự. Là người đứng đầu nhà nước, Tổng thống Áo được bổ nhiệm làm Tổng tư lệnh của Bundesheer (Lực lượng vũ trang Áo). Bộ trưởng Quốc phòng chỉ huy lực lượng vũ trang Áo.
Nhân lực của lực lượng vũ trang Áo (tiếng Đức: Bundesheer) chủ yếu dựa vào nghĩa vụ quân sự. Nam giơi đủ 18 tuổi phải thực hiện nghĩa vụ quân sự bắt buộc trong vòng sáu tháng. Những người trong độ tuổi nghĩa vụ nhưng lại từ chối không tham gia quân đội vì lý do lương tâm có thể phục vụ trong các ngành dân sự (Zivildienst) để thay thế. Thời gian phục vụ là 12 tháng và từ ngày 1 tháng 1 năm 2006 là 9 tháng.
Kể từ khi kết thúc Chiến tranh Lạnh, và quan trọng hơn là việc loại bỏ "Bức màn sắt" trước đây đã tách Áo khỏi các nước láng giềng Đông Âu (Hungary và Tiệp Khắc cũ), quân đội Áo đã hỗ trợ tối đa nguồn lực cho Bộ đội biên phòng Áo với nỗ lực ngăn chặn dòng người nhập cư bất hợp pháp từ 2 quốc gia láng giềng. Sự hỗ trợ này chấm dứt khi Hungary và Slovakia gia nhập Khu vực Schengen của EU trong năm 2008, qua đó Áo buộc phải bãi bỏ các biện pháp kiểm soát biên giới vì ÁO cũng là một thành viên của khu vực này. Một số chính khách đã kêu gọi tiếp tục thắt chặt sự kiểm soát đối với vùng biên giới, nhưng tính hợp pháp của nó đã gây nên rất nhiều tranh cãi. Theo hiến pháp Áo, lực lượng vũ trang chỉ có thể được triển khai trong một số trường hợp hạn chế, chủ yếu để bảo vệ đất nước và cứu trợ trong trường hợp khẩn cấp quốc gia, chẳng hạn như khi xảy ra thiên tai.

### Chính sách tài chính
Ngân sách quốc gia 2005 dự tính chi 64,001 tỉ Euro và thu 58,866 tỉ Euro, tức bội chi 5,135 tỉ Euro hay 2,1% của GDP. Nhờ vào bội thu thuế ngoài dự đoán nên thiếu hụt được dự tính là chỉ vào khoảng 1,6 đến 1,7% tổng sản phẩm nội địa.
Nợ quốc gia năm 2005 đạt mức cao nhất từ trước đến nay với tổng cộng 154,86 tỉ Euro. Sau đấy, theo dự tính tổng số nợ sẽ giảm dần xuống còn 154,5 (2006) và 154,2 tỉ Euro (2007). Tỉ lệ nợ trong năm 2005 là 64,3% của GDP, đứng hàng thứ 18 trong Liên minh châu Âu. Vào thời điểm gia nhập Liên minh châu Âu, tỉ lệ nợ của nước Áo còn chiếm đến 69,2% của GDP. Nhờ vào tăng trưởng liên tục của GDP mà phần lớn là do xuất khẩu tăng nhanh sau khi gia nhập Liên minh châu Âu, đặc biệt là khi Liên minh châu Âu được mở rộng, nên tỉ lệ nợ đã giảm đi đôi chút ở những năm sau đó. Tuy vậy, đến năm 2017, tỉ lệ nợ đã đạt mức 81.7% GDP.
Áo chỉ đạt tiêu chuẩn Masstricht (nợ nhiều nhất là 60% của GDP) lần cuối cùng vào năm 1992 – trước khi gia nhập Liên minh châu Âu năm 1995.

### Ngoại giao
Đọc bài chính về Đường lối ngoại giao Áo
Với chính sách trung lập, từ giữa thế kỷ XX nước Áo tự xem nơi phân giới giữa 2 thế lực lớn đối diện của Tây Âu và Đông Âu. Vì thế chính sách ngoại giao thường bao hàm các biện pháp góp phần tăng cường sự ổn định trong khu vực và hợp tác tạo các quan hệ Đông-Tây mới. Từ khi khối Đông Âu tan rã, phương án này không còn hiệu lực nữa. Năm 1995 Áo trở thành thành viên của Liên minh châu Âu và vì thế trên thực tế không còn trung lập nữa mà chỉ không có liên minh về quân sự.
Viên, bên cạnh New York và Genève, là trụ sở thứ ba của văn phòng Liên Hợp Quốc, vì thế mà nguyên tố ngoại giao này có giá trị cao trong truyền thống. Trên 50.000 người Áo phục vụ dưới Cờ của Liên Hợp Quốc, là quân nhân, quan sát viên quân sự, cảnh sát dân sự và chuyên gia dân sự trên toàn thế giới. Ngoài các cơ quan của Liên Hợp Quốc, tai Viên còn có trụ sở của nhiều tổ chức quốc tế, trong đó có Cơ quan Năng lượng Nguyên tử Quốc tế (từ 1957 tại Viên), Tổ chức An ninh và Hợp tác châu Âu, Tổ chức các nước xuất khẩu dầu mỏ cũng như là nhiều tổ chức phi chính phủ khác.

### Phân cấp hành chính
Áo là một nhà nước liên bang gồm chín bang. Các bang được chia thành các quận (Bezirke) và các thành phố theo luật định (Statutarstädte). Các huyện được chia thành các đô thị (Gemeinden). Thành phố theo luật định có năng lực được cấp cho cả quận và huyện. Các tiểu bang không chỉ là các đơn vị hành chính mà còn có một số cơ quan lập pháp khác với chính quyền liên bang, ví dụ như các vấn đề về văn hóa, chăm sóc xã hội, thanh thiếu niên, bảo vệ thiên nhiên, săn bắn, xây dựng và quy hoạch. Trong những năm gần đây, nó đã được thảo luận xem còn phù hợp với việc duy trì 10 nghị viện hay không.
Chín bang của Áo nhóm lại thành ba nhóm bang. Nhóm bang là vùng cấp một của Liên minh châu Âu. Đây không phải là một cấp hành chính. Việc phân nhóm chỉ nhằm mục đích thống kê.
|  | Tiểu bang        | Thủ phủ    | Dân số    | Diện tích (km²) | Mật độ dân cư | Thành phố | Thị trấn khác (tổng cộng) | 1 - 9 |
|  | Burgenland       | Eisenstadt | 227.569   | 3.965           | 70,0          | 13        | 158                       | 1     |
|  | Kärnten          | Klagenfurt | 559.404   | 9.536           | 58,7          | 17        | 115                       | 2     |
|  | Niederösterreich | St. Pölten | 1,545.804 | 19.178          | 80,6          | 74        | 499                       | 3     |
|  | Oberösterreich   | Linz       | 1,376.797 | 11.982          | 114,9         | 29        | 416                       | 4     |
|  | Salzburg         | Salzburg   | 515.327   | 7.154           | 72,0          | 10        | 109                       | 5     |
|  | Steiermark       | Graz       | 1,183.303 | 16.392          | 72,2          | 34        | 509                       | 6     |
|  | Tirol            | Innsbruck  | 673.504   | 12.648          | 53,2          | 11        | 268                       | 7     |
|  | Vorarlberg       | Bregenz    | 372.791   | 2.601           | 143,3         | 5         | 91                        | 8     |
|  | Viên             | -          | 1,550.123 | 415             | 3.735,2       | 1         | 0                         | 9     |

Mỗi tiểu bang được chia thành nhiều quận (Bezirk). Tiểu bang của Áo đồng thời là một đơn vị vùng cấp hai của Liên minh châu Âu.
| STT | Tên (tiếng Đức)         | Các tiểu bang hợp thành                     |
| --- | ----------------------- | ------------------------------------------- |
| 1   | Đông Áo (Ostösterreich) | Burgenland, Niederösterreich, Viên          |
| 2   | Nam Áo (Südösterreich)  | Kärnten, Steiermark                         |
| 3   | Tây Áo (Westösterreich) | Oberösterreich, Salzburg, Tirol, Vorarlberg |

### Lãnh thổ bên ngoài
Kleinwalsertal là một trong các lãnh thổ bên ngoài của nước Áo. Tuy thuộc Áo (bang Vorarlberg) và về mặt địa lý giáp ranh với bang này nhưng chỉ có thể đến được Kleinwalsertal bằng đường bộ xuyên qua nước Đức. Một lãnh thổ bên ngoài khác là Jungholz trong vùng Tirol, tuy thuộc Áo nhưng cũng nằm trong nước Đức.
Nằm trong nước Áo là làng Samnaun của Thụy Sĩ, cả một thời gian dài chỉ có thể đến được bằng đường bộ xuyên qua nước Áo. Hiện nay tuy đã có đường bộ đến Samnaum chỉ nằm trên lãnh thổ của Thụy Sĩ nhưng làng này vẫn là một vùng phi thuế quan.

## Kinh tế
Trong năm 2001 có 3.420.788 người làm việc tại 396.288 cơ sở lao động. Sàn giao dịch chứng khoán lớn nhất ở Áo là Sàn giao dịch chứng khoán Viên với ATX là chỉ số chứng khoán lớn nhất. 

### Số liệu cơ bản
- Tổng sản phẩm quốc gia (2016): 43,724 USD (đứng thứ 14 thế giới)
- Tổng sản phẩm quốc gia trên đầu người (2016): 49,080 USD (đứng thứ 22 thế giới)
- Tổng sản phẩm quốc nội (2016): 387.299 USD (đứng thứ 29 thế giới và đứng thứ 13 châu Âu)

5% của tổng sản phẩm quốc nội liên quan trực tiếp hoặc gián tiếp đến các môn thể thao mùa đông.
Thành phần:
Công nghiệp: 33%
Nông nghiệp: 2%
Dịch vụ: 65%
Thành phần lao động:
Công nghiệp: 27%
Nông nghiệp: 1%
Dịch vụ: 68%
Tỷ lệ thất nghiệp:
7,0% (4,5% theo cách tính của EU)

### Các ngành kinh tế

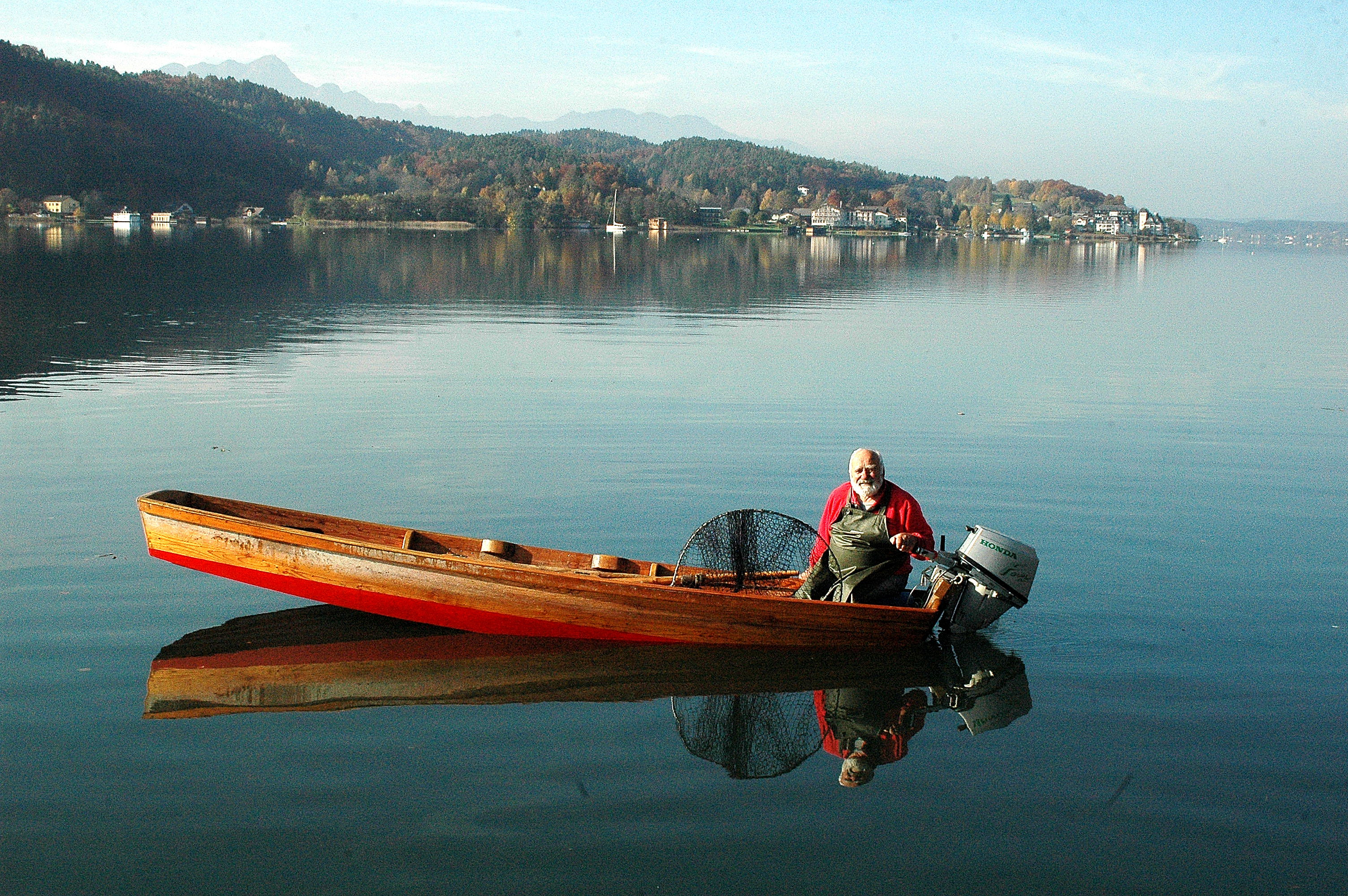
Một người câu cá trên hồ Wörthersee

Khoảng 85% diện tích Áo được sử dụng trong nông nghiệp (45 %) và lâm nghiệp (40 %). Nông nghiệp Áo có cơ cấu rất nhỏ và đang cố gắng chuyên môn hóa vào các sản phẩm có chất lượng cao vì áp lực cạnh tranh đã tiếp tục tăng từ khi Liên minh châu Âu được mở rộng. Người nông dân Áo tăng cường sản xuất theo cách nông nghiệp sạch (nông nghiệp sinh học, không dùng hóa chất, phân bón hóa học...). Với tỷ lệ vào khoảng 10%, Áo có tỷ lệ các cơ sở sản xuất nông nghiệp sạch cao nhất trong Liên minh châu Âu.
Rượu vang là một sản phẩm nông nghiệp xuất khẩu quan trọng của Áo. Nước nhập khẩu chính, bên cạnh Thụy Sĩ và Hoa Kỳ, là nước Đức, chiếm 2/3 tổng lượng.
Nhờ vào diện tích rừng lớn mà lâm nghiệp cũng là một yếu tố quan trọng, cung cấp nguyên liệu cho ngành công nghiệp chế biến gỗ và công nghiệp giấy. Gỗ là nguyên liệu cũng được xuất khẩu, đặc biệt là đi đến vùng Nam Âu. Ngược lại, săn bắn và ngư nghiệp tương đối không quan trọng và thường chỉ hoạt động cho thị trường trong nước hay chỉ là thú tiêu khiển.
Áo có một nền công nghiệp hiện đại và năng suất cao. Công nghiệp khu vực quốc gia phần lớn đã được tư nhân hóa (OMV AG, Voestalpine AG, VA Technologie AG, Steyr Daimler Puch AG, Austria Metall AG). Stey-Daimler-Puch được bán cho tập đoàn Magna, VA Tech cho Siemens AG và Jenbacher Werke cho General Electric.
Dịch vụ chiếm phần lớn nhất trong kinh tế Áo, đặc biệt là do ngành du lịch, thương mại và ngân hàng đóng góp. Cho đến ngày nay ngân hàng Áo vẫn còn hưởng ưu thế từ luật bảo vệ bí mật ngân hàng rất nghiêm khắc của Áo. Sau khi gia nhập Liên minh châu Âu, tính vô danh của tài khoản tuy bị hủy bỏ nhưng các cơ quan nhà nước chỉ được phép kiểm tra tài khoản khi có lệnh của tòa.

### Giao thông

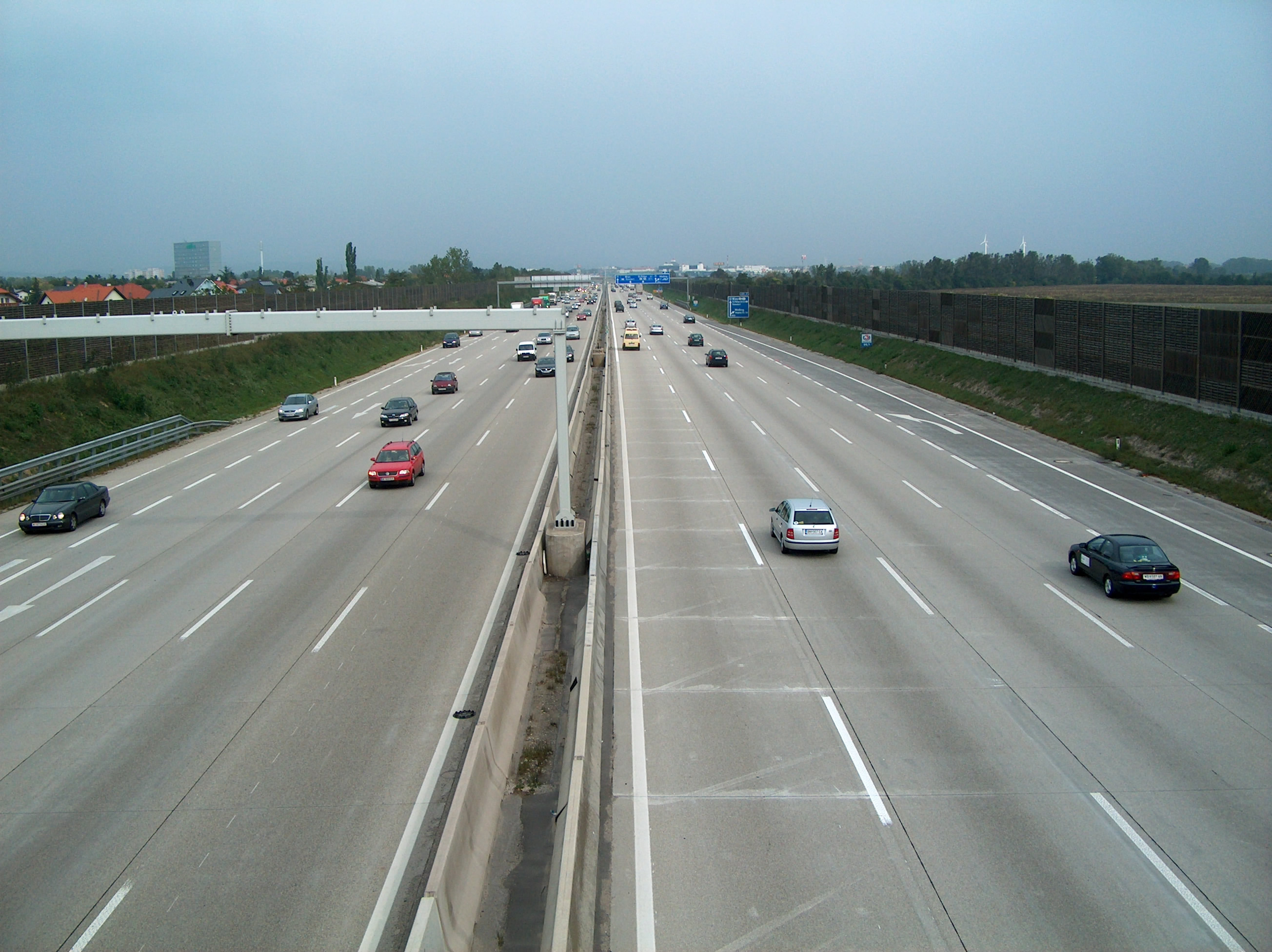
Đường cao tốc A2 của Áo

Hạ tầng cơ sở giao thông, kể cả giao thông đường bộ lẫn giao thông đường sắt, đều chịu nhiều ảnh hưởng của địa thế nằm trên dãy núi Apls và về mặt khác là vị trí trung tâm trong Trung Âu. Giao thông qua dãy núi Alps đòi hỏi phải có nhiều hầm xuyên núi và cầu chịu đựng được điều kiện thời tiết khắc nghiệt. Vì có vị trí ngay trong trung tâm châu Âu nên Áo là một nước quá cảnh, đặc biệt là cho hướng bắc-nam và bắc-đông nam và từ khi bức màn sắt được mở cửa là cho hướng đông-tây. Điều này cũng có nghĩa là thường phải mở rộng đường giao thông, ngay trong các khu vực nhạy cảm về sinh thái, việc hay dẫn đến phản đối trong quần chúng.
Để có thể giải quyết được sự cân bằng giữa kinh tế và sinh thái, nước Áo đã có nhiều biện pháp mà đã mang lại cho quốc gia này vai trò tiên phong trong lãnh vực bảo vệ môi trường, đặc biệt là trong lãnh vực xe cơ giới. Các đạo luật quy định trong mỗi một xe cơ giới đều phải có bộ xúc tác giảm thiểu khí thải ra đời ở Áo tương đối sớm so với các quốc gia khác. Trên nhiều đoạn đường nhất định chỉ cho phép lưu hành xe tải gây ít tiếng ồn. Thế nhưng do nhiều quy định lại bị bãi bỏ nên người dân trong một số vùng nhất định như trong vùng đồng bằng sông Inn cảm nhận là bị các cơ quan điều hành giao thông trong nước và quốc tế bỏ mặc.

#### Giao thông đường bộ
Xem: hệ thống đường sá ở Áo.
Mạng lưới giao thông Áo bao gồm
- 2.000 km đường cao tốc và đường nhanh
- 10.000 km đường ưu tiên (trước kia là đường liên bang)
- 24.000 km đường tiểu bang (Landstraße)
- 70.000 km đường làng (Gemeidestraßen).

Mạng lưới đường sá phần lớn thuộc về nhà nước. Trên đường cao tốc và đường nhanh ô tô và xe tải phải trả tiền.

#### Đường sắt

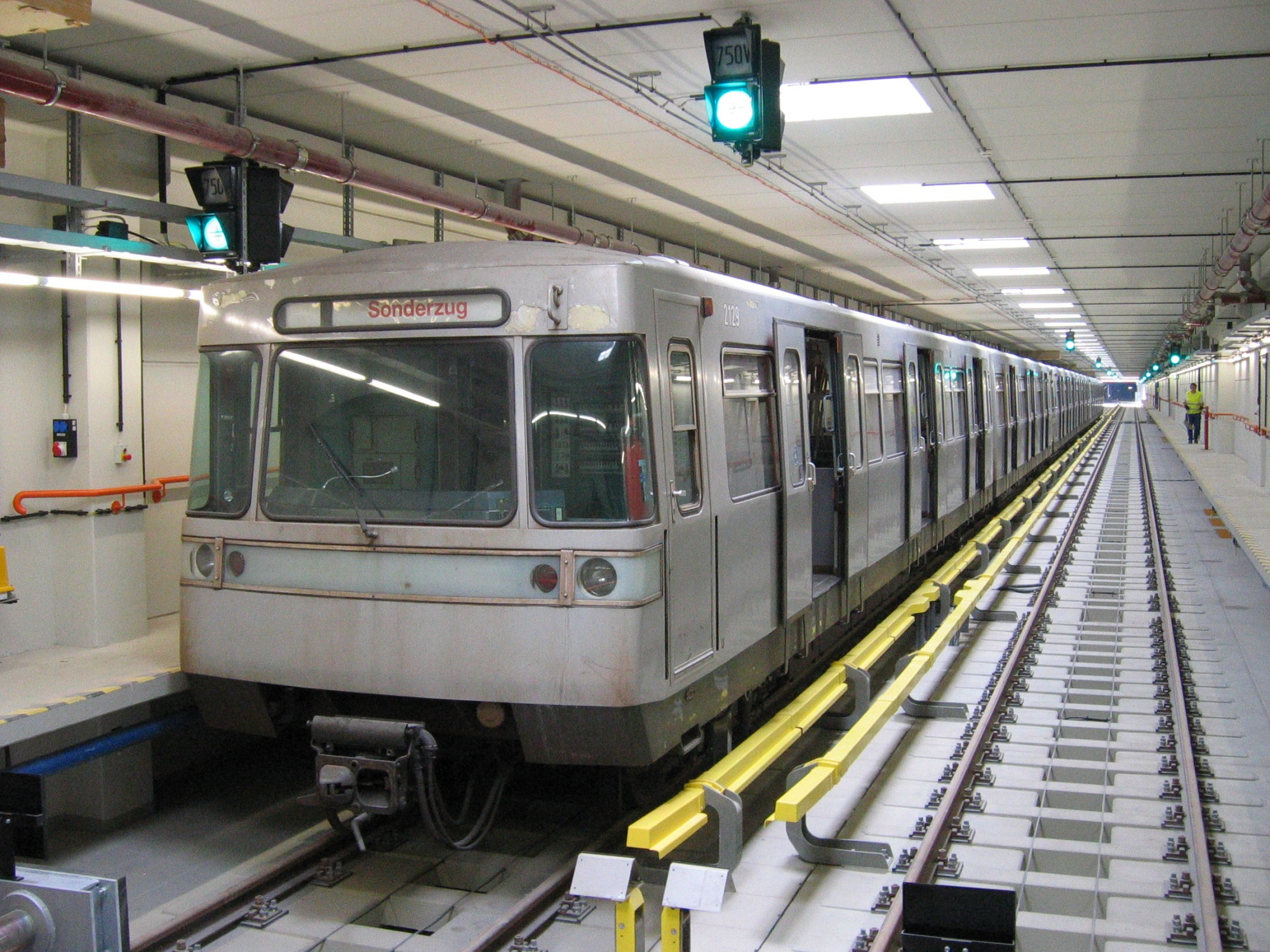
Tàu điện ngầm của Áo

Đọc bài chính về Lịch sử đường sắt Áo
Phần lớn đường sắt là do Công ty Đường sắt liên bang Áo (Österreichische Bundesbahn – ÖBB) vận hành, là công ty đường sắt lớn nhất Áo. Một phần nhỏ đường sắt không thuộc liên bang, một phần do tư nhân và một phần khác do các tiểu bang sở hữu.
S-Bahn (tàu nhanh) hiện nay chỉ có trong các vùng chung quanh Viên và Salzburg nhưng hiện đã có kế hoạch phát triển hệ thống S-Bahn cho các thành phố Graz, Linz và Insbruck.
Viên là thành phố Áo duy nhất có một mạng lưới tàu điện ngầm. Một vài bến tàu điện trong thành phố Linz được xây ngầm. Tàu điện có trong các thành phố Viên, Graz, Linz, Innsbruck và Gmunden. Ngoài ra tại làng Serfaus trong Tirol còn có một tàu chạy trên đệm không khí, thỉnh thoảng cũng còn được gọi là tàu điện ngầm nhỏ nhất thế giới.

#### Đường thủy
Đường thủy quan trọng nhất không những trong chuyên chở hành khách mà còn cho giao thông hàng hóa là sông Donau (Đọc đường thủy Donau). Giao thông chuyên chở hành khách đã được thúc đẩy từ thời triều đại Habsburg với DDSG là công ty giao thông đường thủy nội địa lớn nhất thế giới thời bấy giờ. Thế nhưng hiện nay giao thông chuyên chở hành khách chỉ chủ yếu phục vụ cho ngành du lịch, trên sông Donau cũng như trên sông Inn và các hồ lớn. Twin-City-Liner liên kết Viên với Bratislava vừa được thành lập là một kết nối giao thông tiện lợi cho những người phải đi làm xa. Thường thì giao thông đường thủy chỉ hoạt động trong nửa năm mùa hè. Trong giao thông hàng hóa gần như chỉ có sông Donau là được sử dụng. Đường thủy Donau đã được tăng giá trị sử dụng lên nhiều nhờ vào việc xây dựng Kênh đào Rhein-Main-Donau cho giao thông quá cảnh từ Biển Bắc xuống Biển Đen. Các cảng hàng hóa duy nhất của Áo là Linz, Enns, Krems và Viên.

#### Giao thông đường không

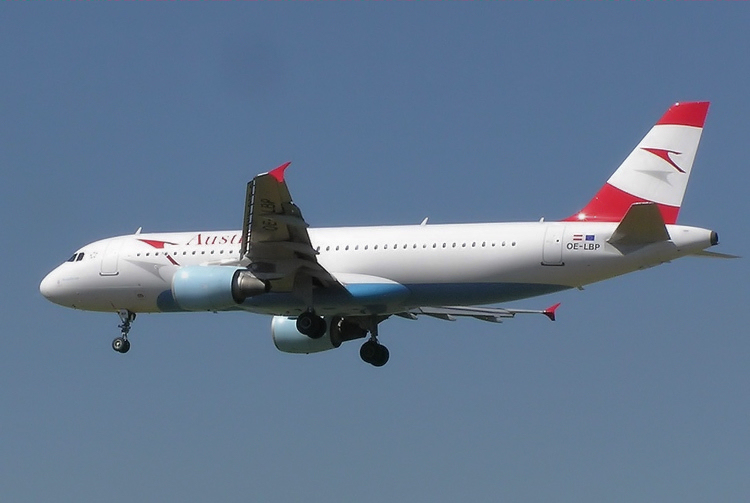
A320-200 của Austrian

Đọc bài chính về Giao thông đường không Áo
Hãng hàng không quốc gia lớn nhất là Austrian Airlines Group (Austrian Airlines, Lauda Air, Austrian Arrows, Slova Airlines). Từ 2003, với Niki, nước Áo cũng đã có một hãng hàng không giá rẻ. Bên cạnh đó, InterSky cũng là một hãng hàng không giá rẻ trong vùng với sân bay chính là Friedrichshafen (Đức). Các hãng hàng không trong vùng khác là Welcome Air và Air Alps.
Cảng hàng không quan trọng nhất là Cảng hàng không Wien-Schwechat, bên cạnh đó Graz (Cảng hàng không Graz-Thalerhof), Linz (Cảng hàng không Linz-Hörsching), Klagenfurt (Cảng hàng không Klagenfurt), Salzburg (Salzburg Airport W. A. Mozart) và Innsbruck (Cảng hàng không Innsbruck) đều có các đường bay quốc tế. Hai cảng hàng không quốc tế phục vụ cho vùng Vorarlberg là Altenrhein (Thụy Sĩ) và Friedrichshafen (Đức). Chỉ có tầm quan trọng địa phương là 49 sân bay, trong đó có 31 sân bay không có đường băng trải nhựa đường và trong số 18 sân bay còn lại có đường băng trải nhựa đường chỉ có 4 sân bay là có đường băng dài hơn 914 mét. Có tầm quan trọng về lịch sử trong số đó là sân bay Wiener Neustadt và sân bay Aspern. Đấy là các sân bay đầu tiên của Áo mà sân bay Aspern từ thời điểm khánh thành năm 1912 cho đến khi Chiến tranh thế giới thứ nhất bùng nổ năm 1914 đã là sân bay lớn nhất và hiện đại nhất châu Âu. Thêm vào đó là nhiều sân bay của Không quân Áo ví dụ như tại Wiener Neustadt, Zeltweg, Aigen/Ennstal, Langenlebarn/Tulln.
Nước Áo cũng đạt tầm quan trọng quốc tế trong ngành hàng không nhờ vào việc sáp nhập việc kiểm tra tầng không lưu cao (từ 28.500 feet hay 9.200 mét) của 8 quốc gia Trung Âu (Áo, Bosna và Hercegovina, Cộng hòa Séc, Croatia, Hungary, Ý, Slovenia và Slovakia). Chương trình được gọi là CEATS (Central European Air Traffic Services) dự định đặt một trung tâm kiểm tra cho toàn bộ vùng không lưu cao Trung Âu (CEATS Upper Area Control Centre – CEATS UAC) tại Fischamend,về phía đông của Schwechat.

### Cung cấp năng lượng
Đọc bài chính về Kinh tế năng lượng Áo

#### Năng lượng điện
Năng lượng điện được sản xuất phần nhiều (gần 60%) từ sức nước, từ các nhà máy thủy điện cạnh sông Donau, Enns, Drau và nhiều nhà máy thủy điện nhỏ khác cũng như từ các nhà máy có hồ chứa nước như Karprun hay Malta. Để có thể cung cấp đủ năng lượng trong thời gian cao điểm nhiều nhà máy nhiệt điện (tuốc bin) sẽ được vận hành. Khoảng 2% năng lượng điện được sản xuất từ năng lượng gió, chủ yếu trong vùng phía đông nhiều gió của Áo.
Điện từ nhà máy điện hạt nhân không được sản xuất do có luật cấm (Atomsperrgesetz). Trong những năm của thập niên 1970 nhà máy điện hạt nhân Zwentendorf mặc dù được xây dựng nhưng chưa từng đi vào hoạt động theo kết quả của cuộc trưng cầu dân ý vào năm 1978.

#### Cung cấp khí đốt và dầu
Về cung cấp khí đốt, Áo phụ thuộc nhiều vào nước ngoài. Mặc dù trong Áo cũng có khí đốt, chủ yếu tại Marchfeld và Weinviertel, nhưng chỉ đủ cung cấp tròn 20% nhu cầu khí đốt hằng năm của Áo. Nước Nga là nguồn cung cấp khí đốt chính, là nơi mà Áo từ 1968 là nước châu Âu đầu tiên nằm về phía tây của Bức màn sắt mua khí đốt.
Vào thời điểm năm 2003 Ả Rập Xê Út là nước cung cấp dầu chính cho Áo. Nhà máy lọc dầu duy nhất nằm tại Schwechat và do OVM AG vận hành.

### Hệ thống cứu cấp
Mỗi một hình thức phục vụ cứu cấp ở Áo thường có trung tâm điều hành riêng. Tất cả các số điện thoại cứu cấp đều có thể được gọi không tốn tiền tại mỗi một điện thoại công cộng. Các số điện thoại cứu cấp đều thống nhất trên toàn nước Áo, "122" cho cứu hỏa, "133" cho cảnh sát và "144"cho cứu thương. Ngoài ra còn có thể gọi không tốn tiền các số điện thoại cứu cấp khác như số điện thoại cứu cấp toàn Liên minh châu Âu "112".

#### Cứu hỏa
Đọc bài chính về Hệ thống cứu hỏa tại Áo
Hệ thống cứu hỏa Áo gần như hoàn toàn dựa trên lực lượng cứu hỏa tình nguyện. Chỉ trong 6 thành phố lớn nhất của Áo là có lực lượng cứu hỏa chuyên nghiệp. Phòng cháy và chữa cháy thuộc thẩm quyền của từng tiểu bang trong khi phòng chống tai họa thuộc thẩm quyền của liên bang, nhưng có trách nhiệm thực hiện bên cạnh quân đội thông qua lực lượng hỗ trợ phòng chống tai họa (Katastrophenhilfsdienst) cũng là lực lượng cứu hỏa.

#### Cứu thương
Đọc bài chính về Hệ thống cứu thương ở Áo
Lực lượng cứu thương (Rettungsdienst) được thông báo khi xảy ra tai nạn có người bị thương. Hội Chữ thập đỏ Áo chịu trách nhiệm cứu thương đặc biệt là trong vùng nông thôn. Bên cạnh đó, các tổ chức khác như Liên hiệp Samarit Công nhân (Arbeiter-Samarit-Bund), Tổ chức giúp đỡ tai nạn Johannit (Johanniter-Unfall-Hilfe), Hệ thống bệnh viện Dòng tu Malta Áo (Malteser Hospitaldienst Austria) và Chữ thập Xanh đều có trực cứu cấp. Trong Viên, nhiệm vụ này được chia sẻ giữa lực lượng cứu thương thành phố và các tổ chức giúp đỡ. Trực thăng cứu thương đóng vai trò rất quan trọng trong hệ thống cứu thương Áo. Đất nước này có mật độ trực thăng cứu thương cao nhất thế giới. Hiệp hội cứu thương đường không Christophorus (Christophorus Flugrettungsverein) sở hữu 16 chiếc trực thăng cứu thương bao phủ toàn diện tích nước Áo, bên cạnh đó, đặc biệt là trong các vùng du lịch, là nhiều dịch vụ tư nhân.

### Du lịch
Đọc bài chính: Du lịch ở Áo

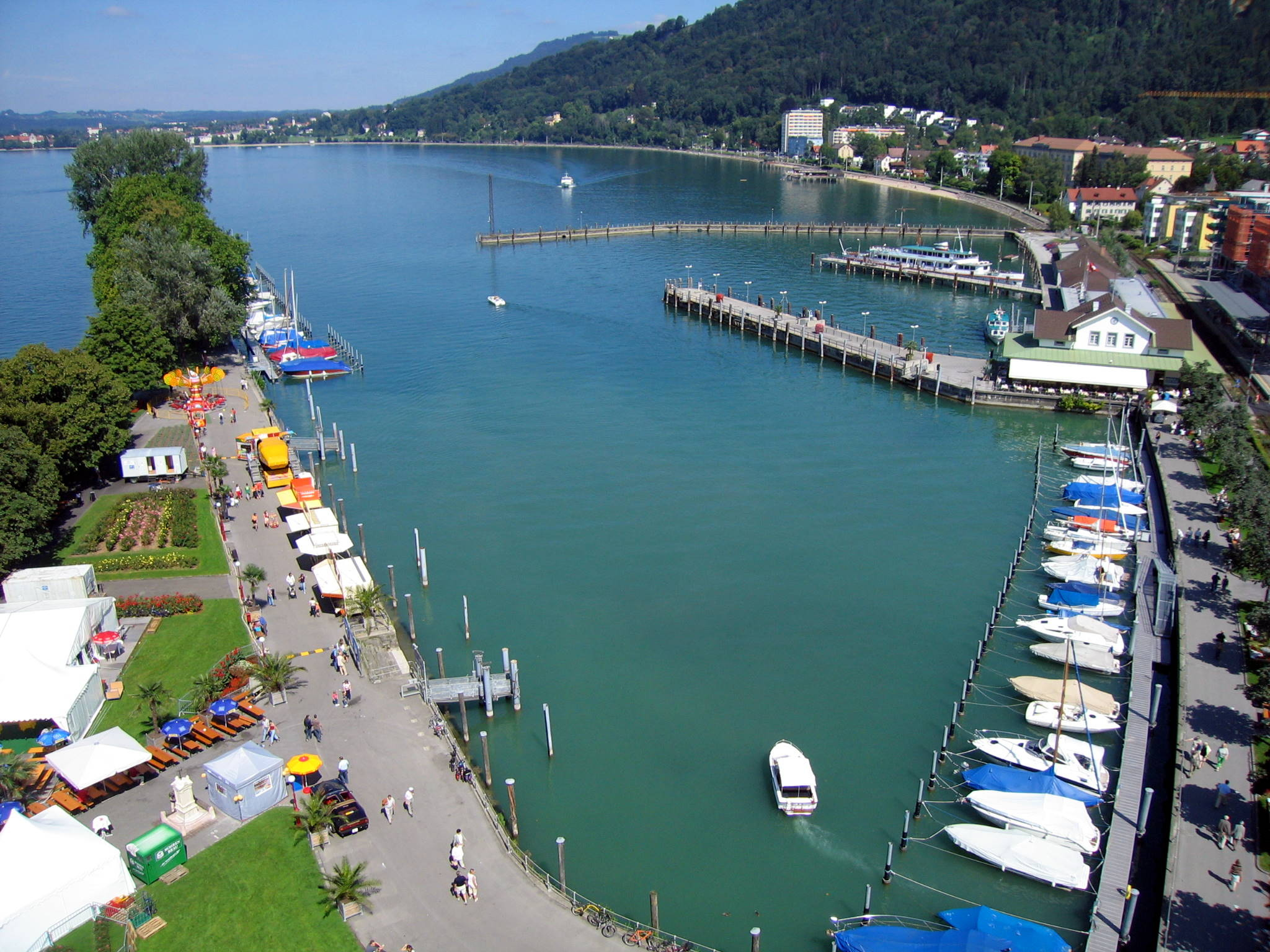
Bến cảng thành phố Bregenz

Trong nước công nghiệp Áo, du lịch là ngành kinh tế quan trọng nhất. 1/3 việc làm trong Áo phụ thuộc trực tiếp hay gián tiếp vào du lịch.

### Khoa học
Nước Áo, đặc biệt là trong những năm đầu của thế kỷ XX, đã là một quốc gia dẫn đầu về khoa học và đã mang lại nhiều thiên tài như những người sáng lập môn vật lý lượng tử Wolfgang Pauli và Erwin Schrödinger, người thành lập môn phân tích tâm lý Sigmund Freud, cha đẻ của ngành tâm lý thú vật Konrad Lorenz, nhà chế tạo ô tô Ferdinand Porsche, nhà phát minh Viktor Kaplan, người mở đường cho ngành nhiệt động lực học Ludwig Boltzmann, người khám phá ra cấu trúc của benzene Johann Josef Loschmidt, người phát hiện ra các nhóm máu Karl Landsteiner cũng như là các nhà kinh tế Carl Menger và Friedrich August von Hayek.

## Nhân khẩu

### Dân cư
Tháng 4 năm 2024, Cục Thống kê Liên bang Áo ước tính dân số của Áo là 9.170.647 người. Dân số của Viên vượt 2 triệu người, chiếm một phần tư dân số của Áo.

### Di dân và nhập cư

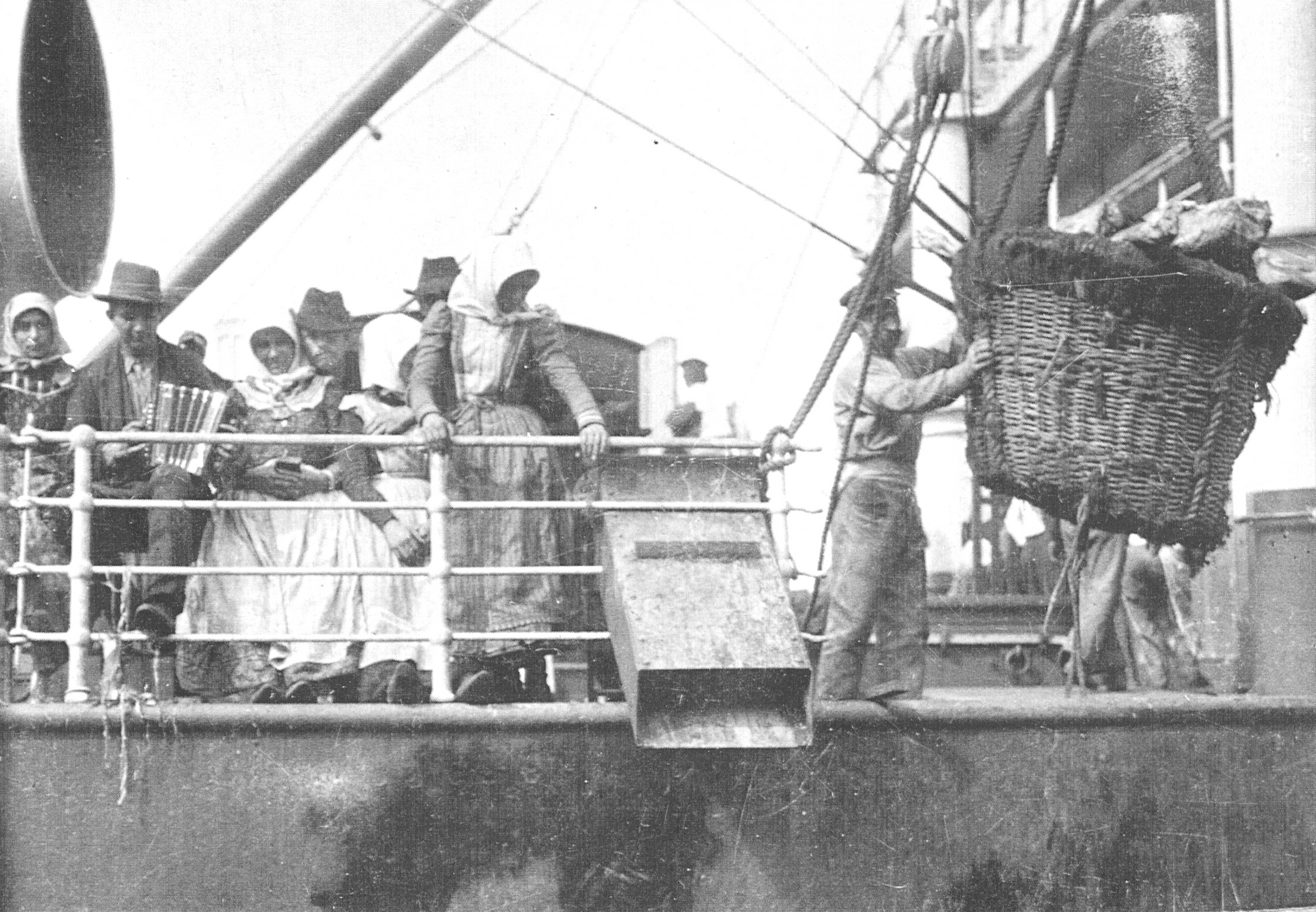
Người dân Áo-Hung di dân sang Hoa Kỳ vào đầu thế kỷ XX

Ngày nay, nước Áo, một trong những nước giàu của thế giới, là một nước di dân đến. Thế nhưng trong lịch sử không phải lúc nào cũng có tình trạng này. Vào thời kỳ công nghiệp hóa, mặc dù có nhiều cuộc di dân nội địa lớn từ Böhmen và Mähren, nhưng từ sau 1918 cho đến Chiến tranh thế giới thứ hai đã có nhiều người Áo di dân ra nước ngoài hơn là người từ các nước khác di dân vào Áo.
Từ khi có tăng trưởng nhanh chóng về kinh tế và thịnh vượng bắt đầu từ thập niên 1950, việc đã làm cho nước Áo trở thành một nước giàu có và thịnh vượng, cán cân di dân lại bị đảo ngược. Nhiều lao động được tuyển lựa từ nước ngoài đã nhập cư vào nước Áo, dòng người tỵ nạn đến Áo, ví dụ như từ nước thuộc Nam Tư cũ, trong thời gian xảy ra chiến tranh tại bán đảo Balkan và ngày càng có nhiều người tỵ nạn từ Thổ Nhĩ Kỳ đến châu Âu nói chung và đến Áo nói riêng.
Vào thời kỳ công nghiệp hóa từ khoảng năm 1850 bắt đầu có những ghi chép đầu tiên về việc di dân ra khỏi nước Áo. Thế nhưng vào thời điểm đó còn có nhiều vùng đất thuộc Áo mà ngày nay đã trở thành quốc gia độc lập hay thuộc các quốc gia khác.
Giữa 1876 và 1910 tròn 3,5 triệu người (theo một số tài liệu khác là đến 4 triệu người) đã rời bỏ nước quân chủ Áo vì thất nghiệp và hy vọng sẽ tìm được những điều kiện sinh sống tốt hơn ở nơi khác. Gần 3 triệu người trong số đó đi đến Hoa Kỳ, 358.000 người chọn Argentina là quê hương thứ hai, 158.000 người đến Canada, 64.000 người đến Brasil và 4.000 người đến Australia.
Chỉ riêng năm 1907 đã có nửa triệu người Áo rời bỏ quê hương. Phần đông những người di dân là từ vùng Galicja trong Ba Lan và Ukraina ngày nay. Một làn sóng di dân mới bắt đầu với cuộc khủng hoảng kinh tế thế giới từ năm 1929 và tiếp tục tăng lên trong những năm 1930 bất ổn về chính trị khi mối đe dọa Quốc xã trở thành hiện thực và bắt buộc nhiều người phải di dân đi trong năm 1938, phần đông là người Do Thái và những người bị Quốc xã truy nã. Cũng nằm trong số đó là một phần lớn tinh hoa khoa học và văn hóa trong thời gian này của nước Áo.
Trong các thập niên 1960 và 1970, do thiếu lao động nên nhiều doanh nghiệp đã trực tiếp tuyển chọn lao động từ nước ngoài. Rất nhiều gia đình của những người lao động này hiện nay đang sinh sống với thế hệ thứ hai hay thứ ba trong nước Áo. Một làn sóng lớn người tỵ nạn đã vào nước Áo trong những năm của thập niên 1990 vì chiến tranh ở bán đảo Balkan.
Tỷ lệ người nước ngoài chiếm 9,8% hay 814.000 người của dân số Áo, trong đó tròn 227.400 người xuất xứ từ các quốc gia thuộc Liên minh châu Âu (trong đó khoảng 104.000 người từ nước Đức). Tròn nửa số người nhập cư và các thế hệ sau đó sinh sống trong vùng đô thị Viên, nơi tập trung khoảng 1/4 dân số nước Áo. Phần còn lại phân tán chủ yếu trong các vùng đông dân cư, chiếm tỷ lệ khoảng từ 10% đến 20%. Trong một số vùng nông thôn, tỷ lệ người nhập cư nằm trong khoảng từ 0 đến 5%. Trong thời gian vừa qua, hằng năm có khoảng 30.000 đến 40.000 người được nhận quốc tịch Áo (trong đó khoảng 28,5% sinh tại Áo), con số này đã giảm đi từ năm 2005.
Người dân định cư lâu dài từ các quốc gia không thuộc Liên minh châu Âu đến chủ yếu từ các nước thuộc Nam Tư cũ (Serbia và Montenegro, Croatia, Bosna và Hercegovina và Cộng hòa Bắc Macedonia – tổng cộng chiếm tròn 70% những người có quyền định cư lâu dài tại Áo), từ Thổ Nhĩ Kỳ (khoảng 20%), România (khoảng 3,5%), Cộng hòa Nhân dân Trung hoa (khoảng 1,2%) cũng như là từ Bulgaria, Ai Cập, Ấn Độ, Liên bang Nga, Philippines, Hoa Kỳ, Ukraina, Thái Lan và Iran. Con số tổng cộng vào thời điểm ngày 31 tháng 7 năm 2006 là 477.185 người.
Một hiện tượng mới xuất hiện trong những năm gần đây là người lao động từ Đức. Những người này thường là lao động theo thời vụ trong những vùng du lịch, đặc biệt là trong Tirol với các nghề nghiệp như đầu bếp, hầu bàn hay dọn dẹp. Nhiều người trong số đó đến Áo vì họ đã không thể tìm được việc làm trong nước Đức hay nhận thấy rằng cơ hội tìm việc làm ở Áo tốt hơn. Một dạng nhập cư khác của người Đức là con số ngày càng tăng của những người tốt nghiệp đại học ở Áo và không trở về quê hương nữa. Trong lĩnh vực những người tốt nghiệp đại học có thể nhận thấy một dòng người nhập cư nguyên là nhân viên của các trường đại học Đức (đặc biệt là trong lĩnh vực y học nhưng cũng có nhiều trong các bộ môn về xã hội). Luật lệ về thuế thu nhập cũng là một nguyên nhân cho việc di cư sang Áo, ví dụ như quan chức bóng đá Franz Beckenbauer hay người đua ô tô Ralf Schumacher.

### Đô thị
| 20 cities or towns lớn nhất tại Áo Điều tra dân số năm 2021 của Cục Thống kê Liên bang Áo | 20 cities or towns lớn nhất tại Áo Điều tra dân số năm 2021 của Cục Thống kê Liên bang Áo | 20 cities or towns lớn nhất tại Áo Điều tra dân số năm 2021 của Cục Thống kê Liên bang Áo | 20 cities or towns lớn nhất tại Áo Điều tra dân số năm 2021 của Cục Thống kê Liên bang Áo | 20 cities or towns lớn nhất tại Áo Điều tra dân số năm 2021 của Cục Thống kê Liên bang Áo | 20 cities or towns lớn nhất tại Áo Điều tra dân số năm 2021 của Cục Thống kê Liên bang Áo | 20 cities or towns lớn nhất tại Áo Điều tra dân số năm 2021 của Cục Thống kê Liên bang Áo | 20 cities or towns lớn nhất tại Áo Điều tra dân số năm 2021 của Cục Thống kê Liên bang Áo | 20 cities or towns lớn nhất tại Áo Điều tra dân số năm 2021 của Cục Thống kê Liên bang Áo | 20 cities or towns lớn nhất tại Áo Điều tra dân số năm 2021 của Cục Thống kê Liên bang Áo |
|                                                                                           | Hạng                                                                                      | Tên                                                                                       | Bang                                                                                      | Dân số                                                                                    | Hạng                                                                                      | Tên                                                                                       | Bang                                                                                      | Dân số                                                                                    |                                                                                           |
| ----------------------------------------------------------------------------------------- | ----------------------------------------------------------------------------------------- | ----------------------------------------------------------------------------------------- | ----------------------------------------------------------------------------------------- | ----------------------------------------------------------------------------------------- | ----------------------------------------------------------------------------------------- | ----------------------------------------------------------------------------------------- | ----------------------------------------------------------------------------------------- | ----------------------------------------------------------------------------------------- | ----------------------------------------------------------------------------------------- |
| Viên Graz                                                                                 | 1                                                                                         | Viên                                                                                      | Viên                                                                                      | 1,926,960                                                                                 | 11                                                                                        | Wiener Neustadt                                                                           | Hạ Áo                                                                                     | 47,069                                                                                    | Linz Salzburg                                                                             |
| Viên Graz                                                                                 | 2                                                                                         | Graz                                                                                      | Styria                                                                                    | 291,731                                                                                   | 12                                                                                        | Steyr                                                                                     | Thượng Áo                                                                                 | 37,867                                                                                    | Linz Salzburg                                                                             |
| Viên Graz                                                                                 | 3                                                                                         | Linz                                                                                      | Thượng Áo                                                                                 | 206,853                                                                                   | 13                                                                                        | Feldkirch                                                                                 | Vorarlberg                                                                                | 34,842                                                                                    | Linz Salzburg                                                                             |
| Viên Graz                                                                                 | 4                                                                                         | Salzburg                                                                                  | Salzburg                                                                                  | 154,604                                                                                   | 14                                                                                        | Bregenz                                                                                   | Vorarlberg                                                                                | 29,419                                                                                    | Linz Salzburg                                                                             |
| Viên Graz                                                                                 | 5                                                                                         | Innsbruck                                                                                 | Tyrol                                                                                     | 130,385                                                                                   | 15                                                                                        | Leonding                                                                                  | Thượng Áo                                                                                 | 28,967                                                                                    | Linz Salzburg                                                                             |
| Viên Graz                                                                                 | 6                                                                                         | Klagenfurt                                                                                | Carinthia                                                                                 | 102,527                                                                                   | 16                                                                                        | Klosterneuburg                                                                            | Hạ Áo                                                                                     | 27,560                                                                                    | Linz Salzburg                                                                             |
| Viên Graz                                                                                 | 7                                                                                         | Villach                                                                                   | Carinthia                                                                                 | 63,935                                                                                    | 17                                                                                        | Baden                                                                                     | Hạ Áo                                                                                     | 25,759                                                                                    | Linz Salzburg                                                                             |
| Viên Graz                                                                                 | 8                                                                                         | Wels                                                                                      | Thượng Áo                                                                                 | 63,182                                                                                    | 18                                                                                        | Wolfsberg                                                                                 | Carinthia                                                                                 | 25,114                                                                                    | Linz Salzburg                                                                             |
| Viên Graz                                                                                 | 9                                                                                         | Sankt Pölten                                                                              | Hạ Áo                                                                                     | 56,180                                                                                    | 19                                                                                        | Traun                                                                                     | Thượng Áo                                                                                 | 24,896                                                                                    | Linz Salzburg                                                                             |
| Viên Graz                                                                                 | 10                                                                                        | Dornbirn                                                                                  | Vorarlberg                                                                                | 50,340                                                                                    | 20                                                                                        | Krems                                                                                     | Hạ Áo                                                                                     | 24,821                                                                                    | Linz Salzburg                                                                             |

### Ngôn ngữ
Tiếng Đức là ngôn ngữ chính thức và là tiếng mẹ đẻ của khoảng 95% dân cư. Bên cạnh đó còn tiếng Slav và các ngôn ngữ khác của các dân tộc thiểu số. Những dân cư người Hung, người Sloven và người Croat lâu đời ở Áo có quyền được dùng tiếng mẹ đẻ của mình trong trường học và giao thiệp với chính quyền. Tiếng Croat và tiếng Sloven là các tiếng chính thức bổ sung ở các tỉnh hành chánh và tòa án vùng Steiermark, Burgenland và Kärnten.

### Tôn giáo
Tôn giáo tại Áo (2021)
Trong lịch sử, Áo là một quốc gia Công giáo khi là trung tâm của quân chủ Habsburg. Vào thế kỷ 16, nhiều người Áo cải đạo sang Tin Lành (đặc biệt là giáo hội Luther) khi phong trào Kháng Cách lan rộng khắp châu Âu. Tuy nhiên, nền quân chủ Habsburg tiến hành Phản Cải cách và đàn áp Tin Lành từ năm 1527. Từ thập niên 1970, Kitô giáo (ngoại trừ Chính thống giáo Đông phương) có xu hướng suy giảm và những tôn giáo mới nổi lên, đặc biệt là ở Viên.
Số lượng tín đồ Kitô giáo đang có xu hướng suy giảm, đến năm 2017 chỉ còn 57,9% người dân tự nhận mình theo Công giáo và 3,4% theo Tin lành, giảm đáng kể so với năm 2001.

### Bình đẳng nam nữ và quyền con người
Quyền bình đẳng nam nữ được ghi trong Hiến pháp Áo. Những trường hợp ngoại lệ hình thành trong lịch sử là nghĩa vụ quân sự cho phái nam và quy định về nghỉ hưu. Hiện nay phụ nữ Áo còn được phép về hưu sớm hơn phái nam 5 năm (trường hợp ngoại lệ: nhân viên nhà nước). Vì việc này trái với quy định cơ bản của Liên minh châu Âu nên theo quy định được ghi trong hiến pháp, độ tuổi về hưu của phụ nữ sẽ được từng bước nâng lên ngang bằng với nam giới trong năm 2027.
Trong gần như tất cả các lĩnh vực, tiền lương trung bình của người phụ nữ đều thấp hơn nam giới (ngoại lệ: nhân viên nhà nước). Điều này về một mặt là do quyền bình đẳng không được thực hiện một cách triệt để trong thực tế và mặt khác là do nhiều người phụ nữ làm việc ít giờ hơn và vì thế gần như không có khả năng vươn lên trong sự nghiệp. Các vị trí lãnh đạo phần lớn là do nam giới nắm giữ.
Chính phủ Áo đã có rất nhiều biện pháp khuyến khích phụ nữ. Nếu như trình độ nghiệp vụ tương đương nhau người phụ nữ sẽ được ưu tiên lựa chọn cho các việc làm trong cơ quan nhà nước – mặc dù tỉ lệ thất nghiệp của nam giới cao hơn. Thế nhưng những biện pháp này không mang lại tác dụng cao trong thực tế. Con số chính thức của người thất nghiệp trong nước Áo năm 2004 bao gồm 2/3 nam giới và 1/3 phụ nữ.
Trong những năm vừa qua đã có một vài vụ hành hung của cảnh sát đối với người có nguồn gốc từ châu Phi gây xôn xao trong dư luận. Hai trong số các vụ này, Marcus Omofuma và Seibane Wague, đã dẫn đến tử vong. Các tổ chức bảo vệ quyền con người như Amnesty International đã phản đối cách xử phạt nhẹ dành cho những người phạm tội vẫn được tiếp tục phục vụ trong ngành cảnh sát.
Về quyền tự do ngôn luận, tòa án Áo trong những năm vừa qua đã có nhiều phán quyết dành cho nhà báo không đứng vững trước Tòa án châu Âu. Tòa án Áo đã bị chê trách rằng trong việc cân nhắc giữa quyền của một chính trị gia (bị xúc phạm) và quyền tự do ngôn luận trong truyền thông đại chúng tòa đã không chú ý đến quyền tự do ngôn luận một cách đầy đủ.

### Giáo dục và đào tạo
Đọc bài chính: Hệ thống trường học tại Áo
Hệ thống giáo dục tại Áo do cấp liên bang chịu trách nhiệm, vì thế là các loại trường cũng như chương trình đào tạo đều thống nhất trên toàn nước Áo. Tất cả trẻ em đang cư trú tại Áo đều phải đi học 9 năm, bắt đầu khi tròn 6 tuổi.
Các thành phố Áo có trường đại học là thủ đô Viên (8), các thủ phủ tiểu bang Linz (4), Salzburg (3), Graz (4), Innsbruck (3) và Klagenfurt cũng như là Leoben và Kremas. Trường đại học thực hành (Fachhochschule) như là một chọn lựa khác của hình thức đào tạo đại học đã tồn tại ở Áo từ 1994.
Giáo dục mầm non (gọi là Kindergarten trong tiếng Đức), miễn phí ở hầu hết các tiểu bang, được cung cấp cho tất cả trẻ em trong độ tuổi từ ba đến sáu tuổi và không mang tính bắt buộc. Quy mô mỗi lớp học tối đa là khoảng 30 trẻ em, mỗi lớp thường được chăm sóc bởi một giáo viên có trình độ và một trợ lý.
Giáo dục tiểu học, hoặc Volksschule, kéo dài trong bốn năm, bắt đầu từ khi trẻ lên sáu tuổi. Quy mô lớp học tối đa là 30 học sinh, nhưng có thể thấp tới 15. Nói chung, một lớp học sẽ được giảng dạy bởi một giáo viên trong suốt bốn năm và mối quan hệ ổn định giữa giáo viên và học sinh được coi là quan trọng cho mỗi đứa trẻ. Thời gian đi học thông thường là từ 8 giờ sáng đến 12 giờ trưa hoặc 1 giờ chiều, với giờ nghỉ giải lao là năm hoặc mười phút sau mỗi tiết học. Trẻ em sẽ phải làm bài tập về nhà hàng ngày ngay từ năm đầu tiên. Không có giờ ăn trưa, với trẻ em trở về nhà để ăn. Tuy nhiên, do số lượng các bà mẹ làm việc tăng lên, các trường tiểu học đang tăng cường cung cấp các dịch vụ chăm sóc trước giờ học và buổi chiều.

## Văn hóa
Đọc bài chính về Văn hóa Áo
Văn hóa là một đề tải rộng lớn ở Áo: Trong tất cả các thời kỳ đều hình thành nhiều công trình xây dựng quan trọng mà trong số đó nhiều công trình thuộc về di sản thế giới của UNESCO. Trong thế kỷ XVIII và thế kỷ XIX Viên là một trung tâm hàng đầu của cuộc sống âm nhạc, không những chỉ được thể hiện trong con số rất nhiều tên tuổi các nhạc sĩ và nhà soạn nhạc gắn bó với đất nước mà còn trong con số lớn các nhà hát opera, nhà hát và nhà hòa nhạc vẫn còn tồn tại cho đến ngày nay, cũng như trong những thuyền thống âm nhạc đa dạng như buổi hòa nhạc năm mới hay rất nhiều lễ hội. Thêm vào đó là một truyền thống nhà hát lâu đời. Thế nhưng trong lãnh vực ẩm thực Áo cũng có một truyền thống rộng lớn, được thể hiện ví dụ như trong văn hóa của các quán cà phê ở Viên hay qua nhiều món ăn đặc trưng của đất nước. Năm 2003 thành phố Graz đã là thủ đô văn hóa của châu Âu.

### Âm nhạc
Âm nhạc cổ điển vẫn có tầm quan trọng cho đến ngày nay trong văn hóa Áo. Nước Áo có nhiều nhà soạn nhạc được nhiều người biết đến. Thuộc vào trong số những nhà soạn nhạc nổi tiếng nhất, ngoài những người khác, là người con của thành phố Salzburg Wolfgang Amadeus Mozart, Joseph Haydn, Franz Schubert, Anton Bruckner, Johann Strauß (cha), người được xem là một trong những người sáng lập nên waltz của Viên, và Johann Strauß (con), "vua waltz". Những người yêu âm nhạc của thế kỷ XX cũng biết đến Gustav Mahler, Arnold Schönberg, Alban Berg và Anton von Webern. Tiếp nối truyền thống này từ âm nhạc cổ điển là nhiều nhà nhạc trưởng dành nhạc nổi tiếng như Erich Kleiber, Herbert von Karajan, Karl Böhm, Nikolaus Harnoncourt hay Franz Welser-Möst.
Buổi hòa nhạc năm mới của Wiener Philharmoniker nổi tiếng được truyền đi đến 44 quốc gia trên thế giới và vì thế vào buổi sáng năm mới ngày 1 tháng 1 đến với gần một tỉ người.

### Nhà hát
Đạt nhiều thành công trong lãnh vực nhà hát, ngoài những người khác là Max Reinhardt, Karl Farkas, Curd Jürgens, Maximilian Schell, Romy Schneider, Senta Berger, Oskar Werner, O. W. Fischer, Otto Schenk, Klaus Maria Brandauer, Martin Kusej.

### Phim
Đọc bài chính: Điện ảnh Áo
Những nhà đạo diễn phim nổi tiếng của Áo là Barbara Albert, Ruth Beckermann, Florian Flicker, Robert Dornhelm, Nikolaus Geyrhalter, Michael Glawogger, Wolfgang Glück, Michael Haneke, Jessica Hausner, Michael Kreihsl, Fritz Lang, Bady Minck, Franz Novotny, Peter Patzak, Otto Preminger, Stefan Ruzowitzky, Anja Salomonowitz, Hubert Sauper, Ulrich Seidl, Götz Spielmann, Josef von Sternberg, Erich von Stroheim, Hans Weingartner, Virgil Widrich, Billy Wilder.
Đọc thêm: Liên hoan phim tại Áo, Lịch sử điện ảnh Áo

### Văn học
Đọc bài chính về Văn học Áo
Thuộc vào trong số những nhà văn nổi tiếng nhất của Áo là Franz Grillparzer, Joseph Roth, Johann Nestroy, Robert Musil, Karl Kraus, Friedrich Torberg, Felix Mitterer, Thomas Bernhard và Peter Handke, cũng như là nhà văn nữ đã nhận Giải Nobel về hòa bình Bertha von Suttner và nhà văn nữ nhận Giải Nobel về văn học năm 2004 Elfriede Jelinek.

### Thể thao
Môn thể thao được người Áo ưa chuộng nhất là chạy ski, tiếp theo sau đó là bóng đá và chạy xe đạp. Thế nhưng đi dạo hay leo núi ngày cũng được ưa thích hơn trong mọi lứa tuổi.
Do địa thế địa lý nên trong nhiều bộ môn thể thao mùa đông nước Áo thuộc trong số những quốc gia dẫn đầu của thế giới. Thể thao mùa đông rất được ưa chuộng ở Áo và các chương trình truyền hình về thể thao mùa đông có rất nhiều khán giả, đặc biệt là các giải thi đấu về trượt tuyết. Các vận động viên thể thao trượt tuyết nổi tiếng trong những năm vừa qua là Hermann Maier, Renate Götschl, Michaela Dorfmeister, Alexandra Meissnitzer, Benjamin Raich, Michael Walchhofer và Rainer Schönfelder. Các nhà trượt ski đạt nhiều thành tích trong lịch sử là Toni Sailer, Karl Schranz, Franz Klammer, Stephan Eberharter hay Annemarie Moser-Pröll.
Áo cũng thường đạt nhiều thành tích đáng kể trong các bộ môn thể thao mùa hè hay trong những bộ môn thể thao có thể được chơi trong suốt cả năm. Thế nhưng ngoại trừ bóng đá, các bộ môn thể thao này không được người dân ưa thích nhiều như thể thao mùa đông.
Những vận động viên đoạt giải Thế vận hội mùa hè (2004):
- Roman Hagara, Hans-Peter Steinacher (thuyền buồm Tornado)
- Kate Allen (Ba môn phối hợp - Triathlon)
- Markus Rogan (Bơi)

Thể thao trong các câu lạc bộ hay hiệp hội được đánh giá cao trong Áo. Trong một số làng hay thành phố hơn nửa người dân luyện tập thể thao tích cực trong các câu lạc bộ hay hiệp hội. Trước nhất là bóng đá, đặc biệt là ở tại Viên, bộ môn thể thao có truyền thống lâu đời, và sau đó là một vài bộ môn thể thao ít được biết đến hơn có nhiều người tham gia. Hypo Österreich thuộc hàng đầu của thế giới trong bóng ném nữ cũng như là Chrysler Vienna Vikings trong bóng bầu dục nghiệp dư.
Các đội thể thao có nhiều thành tích:
- Austria Wien, Rapid Wien (Bóng đá)
- EC KAC, EC VSV (Khúc côn cầu trên băng)
- Danube Dragons, Chrysler Vikings, Tyrolean Raiders (Bóng bầu dục - American football)

Môn thể thao phổ biến nhất ở Áo là bóng đá, được điều hành bởi Hiệp hội bóng đá Áo. Đội tuyển bóng đá quốc gia Áo từng là thế lực ở trên thế giới và từng giành vị trí thứ 4 tại World Cup 1934, thứ 3 tại World Cup 1954. Tuy nhiên, gần đây bóng đá Áo đã không được thành công trong các giải đấu quốc tế. Áo từng đồng tổ chức Giải vô địch bóng đá châu Âu 2008 với Thụy Sĩ. Giải đấu bóng đá quốc gia của Áo là Austria Bundesliga, bao gồm các CLB bóng đá như SK Rapid Wien, FK Austria Wien, Red Bull Salzburg và Sturm Graz.

### Truyền thông đại chúng
Đọc bài chính về truyền thông đại chúng trong Áo
Đài truyền hình nhà nước của Áo là ORF (Österreichischer Rundfunk) với các kênh ORF 1 và ORF 2 cũng như là hai kênh TW1 và ORF SPORT PLUS cùng chia sẻ một băng tần phát sóng. Các đài tư nhân quan trọng nhất là ATV, goTV, Puls TV.
ORF có ba kênh phát thanh toàn Áo: kênh phát thanh tin tức và văn hóa Ö1, kênh âm nhạc Ö3 và đài phát thanh FM4. Các đài phát thanh tư nhân quan trọng nhất và được ưa thích nhất là KroneHit, Radio Energy trong Viên và Antenne trên toàn nước Áo.
Nhà xuất bản Mediaprint phát hành tờ nhật báo được ưa thích nhất Áo, Kronen Zeitung, cũng như là các báo được ưa thích NEWS, Profil và Kurier và vì thế là nhà xuất bản có nhiều quyền lực nhất Áo. Các nhật báo khác là Der Standard, Die Presse và Salzburger Nachrichten.

### Thông tin
Mặc dù có nhiều điều kiện khó khăn về địa hình nhưng Áo vẫn có một mạng lưới viễn thông tốt. Trên thực tế toàn bộ lãnh thổ liên bang đều được kết mạng cho điện thoại cố định và được phủ sóng cho điện thoại di động. Các dịch vụ như UMTS hiện chỉ hoạt động trong các vùngđông dân cư nhưng được mở rộng liên tục. Thuộc trongsố các nhà cung ứng dịch vụ truyền thông lớn nhất là Telekom Austria, Mobilkom Austria, Drei, T-Mobile và Tele2.
Internet vận tốc cao thật ra đều có trong toàn nước Áo. Nhà vận hành mạng ớn nhất là Austria Telekom. Các nhà cung ứng dịch vụ khác hiện đang cố gắng xây dựng mạng lưới cao tốc riêng. Phần lớn các mạng này nằm trong các trung tâm đông dân cư.